# Тимошенко, Юлия Владимировна
Ю́лия Влади́мировна Тимоше́нко (укр. Ю́лія Володи́мирівна Тимошенко; род. 27 ноября 1960, Днепропетровск, УССР, СССР) — украинский государственный и политический деятель. Народный депутат Украины (1997—2000, 2002—2005, 2006—2007, 2007, 2014—2019, с 2019-го). Кандидат экономических наук.
Премьер-министр Украины с 4 февраля (и.о. с 24 января по 8 сентября 2005 и с 18 декабря 2007 по 3 марта 2010 года. Вице-премьер-министр Украины по вопросам топливно-энергетического комплекса (1999—2001).
Первая женщина премьер-министр в истории Украины, и одна из первых женщин, возглавивших правительство на постсоветском пространстве.
Лидер партии Всеукраинское объединение «Батькивщина». В 2004 году Тимошенко (вместе с Виктором Ющенко) была организатором и лидером Оранжевой революции. В рейтинге журнала «Форбс» — третья по уровню влияния женщина мира в 2005 году 100 самых влиятельных женщин мира.
Трижды была кандидатом на пост президента Украины: в 2010, 2014 и в 2019 году. На президентских выборах в Украине 31 марта 2019 года заняла 3-е место, получив 13,40 % голосов избирателей, не пройдя таким образом во второй тур.
Во время президентства Виктора Януковича против Тимошенко возбудили ряд уголовных дел: 5 августа 2011 года Тимошенко была арестована, 11 октября 2011 года осуждена на 7 лет тюремного заключения по делу о превышении власти и служебных полномочий при заключении газовых контрактов с Россией в январе 2009 года. Датский Хельсинкский комитет, наблюдая судебный процесс, пришёл к заключению о его политической мотивации и о грубых нарушениях Европейской конвенции по правам человека. Ряд правозащитников сочли Юлию Тимошенко политзаключённой. Такую же оценку содержит официальный доклад Парламентской ассамблеи Совета Европы «О разделении политической и уголовной ответственности», одобренный Комитетом по юридическим вопросам и правам человека в Страсбурге 23 апреля 2013 года. 22 февраля 2014 года после отстранения Януковича Верховная Рада освободила Тимошенко из заключения. 14 апреля 2014 Верховный суд Украины прекратил «газовое» дело против Тимошенко.
Выступает за интеграцию Украины в ЕС и вступление в НАТО.

## Происхождение
Юлия Григян родилась 27 ноября 1960 года в Днепропетровске в семье Владимира Абрамовича Григяна и Людмилы Николаевны Телегиной. Отец оставил семью, когда Юле было 3 года.
Мать — Людмила Николаевна Телегина (дев. Нелепова), родилась 11 августа 1937 года в Днепропетровске — работала диспетчером в таксопарке.
Отец — Владимир Абрамович Григян, родился 3 декабря 1937 года в Днепропетровске, во время немецкой оккупации Украины (1941—1943 гг.) проживал с матерью в Днепропетровске. Его мать — Григян Мария Иосифовна (р. 1909).
Дед по отцу — Абрам Кельманович Капительман (1914—1944) по окончании Днепропетровского государственного университета в 1940 году был направлен на работу на Западную Украину (отдел народного образования Ивано-Франковской области), отработал лишь одну учебную четверть директором государственной школы в городе Снятыне. Осенью 1940 года был мобилизован в армию. Воевал на Южном и Северо-Кавказском фронтах, участвовал в освобождении Крыма. Награждён орденом Отечественной войны 2-й степени (03.05.1944). Погиб под Севастополем 8 мая 1944 года в звании старшего лейтенанта, командира взвода связи стрелкового батальона 777 стрелкового полка 227 стрелковой Темрюкской Краснознамённой дивизии. Похоронен на братском кладбище в с. Флотское (Карань) Балаклавского района.
Прадед — Кельман Гдальевич Капительман, до Великой Отечественной жил в Киеве.
Прадед — Иосиф Иосифович Григян (национальность — латыш), родился в Риге в 1884 году, в 1914 году переехал в Екатеринослав, где работал проводником на железной дороге (на станции «Лоцманка»). Впервые был арестован в 1937 году; повторно арестован в 1938 году и был репрессирован (за письма из Латвии; в обвинительной части уголовного дела сказано: «Григан, дискредитируя советскую власть среди рабочих, восхвалял хорошую жизнь рабочего класса в фашистских странах: Германии и Польше»); отбыл 10 лет лагерей с 1938 по 1948; реабилитирован в 1963 году. Его жена — Елена Титовна (р. 1893), украинка, из села Мартыновка (Полтавской губернии).
О своём этническом происхождении Тимошенко сказала: «У меня по линии отца все латыши до десятого колена, а по линии мамы — все украинцы до десятого колена».

### Родственники
Тётя по матери — Антонина Николаевна Ульяхина (род. 18 июля 1949) — председатель Днепропетровской областной организации партии «Батькивщина», депутат Днепропетровского областного совета, занимается молочным бизнесом, была замужем за Валерием Александровичем Ульяхиным, написала две книги о Юлии Тимошенко: «Юля, Юлечка» (Днепропетровск, 2007) и «Юля, Юлия Владимировна» (Днепропетровск, 2007).
Двоюродная сестра — Татьяна Валерьевна Шарапова (24 марта 1972 — 2 сентября 2019) — владела кафе «Золотая рыбка» в Днепропетровске, дочь Антонины Ульяхиной, муж двоюродной сестры — Руслан Юрьевич Шарапов (род. 31 марта 1971) — предприниматель, бывший руководитель фирмы «Беютага», которая занимается добычей и продажей красного гранита, племянница Юлии Тимошенко — Кристина Руслановна Резворович (дев. Шарапова) (род. 18 августа 1990) — была депутатом Кировского райсовета Днепропетровска от партии «Батькивщина», муж племянницы — Владислав Олегович Резворович (род. 17 февраля 1990) — с 2017 года заместитель председателя Шевченковского района в городе Днепре совета по вопросам деятельности исполнительных органов, внучатый племянник Михаил Владиславович Резворович.
Брат по отцу — Владимир Владимирович Григян (род. 30 мая 1969), от брака с Людмилой Васильевной Войтенко.

## Семья
- Муж — Александр Геннадьевич Тимошенко[укр.] (род. 11 июня 1960 года), женился на Юлии Телегиной в ноябре 1979 года, бизнесмен с солидным стажем. Был защитником Юлии во время судебного процесса против неё в 2011 году[39][40]. В начале 2012 года получил убежище в Чехии[41]. Александр Тимошенко был одним из организаторов Евромайдана в Праге[42] и создал Международное общественное объединение «Батькивщина»[43][44]. Вернулся на Украину[45] после Евромайдана и восстановления действия Конституции Украины в редакции 2004 года.
- Дочь — Евгения Александровна Тимошенко[укр.] (род. 20 февраля 1980 года), выпускница Лондонской школы экономики получила степень бакалавра по специализации «Государственное управление» и степень магистра по специализации «Русская и постсоветская политические науки»[46]. 1 октября 2005 года вышла замуж за гражданина Великобритании Шона Карра (1968—2018) (рок-музыкант и владелец нескольких магазинов)[47] и приняла фамилию супруга — Карр. Брак с Карром был расторгнут в начале 2012 года, а с 19 декабря 2011 года Евгения вернула себе фамилию Тимошенко[48]. Смена фамилии связана с тем, что с осени 2011 года Евгения активно включилась в кампанию по освобождению Юлии Тимошенко: выступила на съезде Европейской народной партии, в Европейском парламенте[49], на слушаниях по Украине в Сенате США[50], в ОБСЕ[51], лично встречалась с Ангелой Меркель и Сильвио Берлускони[52], руководителями Европейской народной партии, с генсеком Совета Европы Турбьёрном Ягландом[53] и другими известными политиками Евросоюза и США[54][55]. 27 декабря 2014 года Евгения вышла замуж за одесского бизнесмена Артура Чечёткина (род. август 1982)[56][57]. 27 июня 2016 года у них родилась дочь Ева[58], 22 сентября её покрестили в Киеве во Владимирском соборе и дали имя Мария[59][60]. В 2019 году у Евгении и Артура родился сын Давид. В 2020 году родился второй сын Адам[61][62].

## Образование и деловая карьера
В 1977 году Юлия Тимошенко окончила среднюю школу № 75 в г. Днепре. До сих пор помогает школе. Перед окончанием школы взяла фамилию матери — Телегина.
В 1978 году поступила на факультет автоматики-телемеханики Днепропетровского горного института. В следующем году вышла замуж за Александра Тимошенко, в 1980 году родила дочь. В 1981 году перевелась на экономический факультет Днепропетровского государственного университета.
В 1984 году окончила университет по специальности «экономика труда» и получила диплом инженера-экономиста с отличием.
В 1999 году защитила в Киевском национальном экономическом университете кандидатскую диссертацию по специальности «организация управления, планирования и регулирования экономики» на тему «Государственное регулирование налоговой системы». Получила учёную степень кандидата экономических наук.

## Начало трудовой деятельности, предпринимательство
В 1984—1988 годах работала инженером-экономистом на Днепровском машиностроительном заводе им. Ленина (ДМЗ) в г. Днепре.
В 1988 году (в начале перестройки) Юлия и Александр Тимошенко заняли 5000 рублей и открыли кооператив «пункт видеопроката»; вероятно, им оказал помощь Геннадий Тимошенко (отец Александра Тимошенко), который возглавлял «отдел кинопроката» в Днепропетровском облсовете.
В 1989 году Юлия вместе с Александром создала молодёжный центр «Терминал» (под эгидой Днепропетровского обкома комсомола). В 1989—1991 годах Юлия Тимошенко была коммерческим директором этого центра.
В 1991 году учредила совместно с мужем корпорацию «Украинский Бензин». С 1991 — коммерческий, затем генеральный директор СП «Корпорация Украинский бензин» (КУБ). В 1995—1996 возглавляла созданную на базе КУБ корпорацию «Единые энергетические системы Украины» (ЕЭСУ).
Пик деятельности ЕЭСУ был достигнут в 1996—1997 годах. В интернете имеются утверждения о годовом обороте ЕЭСУ в 11 млрд дол., но это невероятная цифра, поскольку цена на газ в те годы была невысокой (около 30 дол. за 1 тыс. м³) и для достижения такой суммы нужна была бы партия в 366 млрд кубометров. В реальности поставки газа через ЕЭСУ были в десять раз меньшими, ведь в те года Украина закупала в России газа около 60 млрд куб. в год (в 2013 году — 26 млрд куб.; по планам на 2014 год — 18 млрд куб.).

## Начало политической карьеры
Украинские, да и российские политики и бизнесмены не смогли распознать в Юлии Владимировне перспективного, амбициозного и достаточно жёсткого политика. Они обманулись. Обманулись точно так же, как и основатели ЕЭСУ, поначалу, по всей видимости, действительно считавшие Юлию Владимировну не мозгом, а лицом компании. Её недооценили.
Накануне её первого похода в политику из-за «репрессий» её бизнес — корпорация ЕЭСУ — был разрушен до основания. «Оставили выжженную землю», — любит повторять Тимошенко.
16 января 1997 — 12 мая 1998 — народный депутат Украины (Верховная Рада II созыва). Избрана по Бобринецкому избирательному округу № 229 Кировоградской области. За Тимошенко тогда проголосовали 92,3 % избирателей.
12 мая 1998 — 2 марта 2000 — народный депутат Украины (Верховная Рада III созыва). Избрана по избирательному округу № 99 Кировоградской области. Председатель Комитета Верховной Рады Украины по вопросам бюджета. На этом посту инициирует бюджетную реформу, разрабатывает первый Бюджетный кодекс Украины, принятый в 2001, проекты Налогового и Социального кодекса, Пенсионной реформы, социальные программы. В марте 1999 года организовала депутатскую фракцию «Батькивщина». Была одним из основателей политической партии "Всеукраинское объединение «Батькивщина», созданной в июле 1999 года. 18 декабря того же года избрана председателем партии.

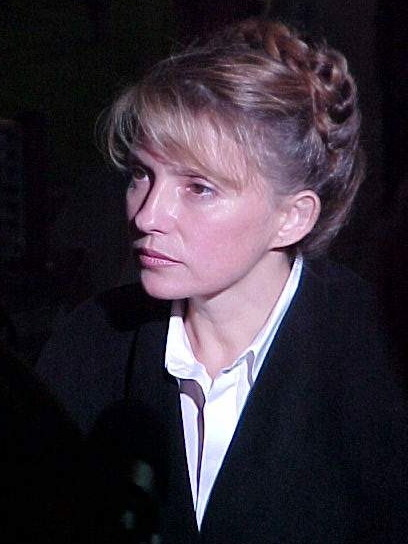
Юлия Тимошенко (2002 год)

30 декабря 1999 года назначена вице-премьером по топливно-энергетическому комплексу в правительстве Виктора Ющенко. На этой должности Тимошенко провела упорядочение дел в топливно-энергетическом комплексе и мобилизовала в госбюджет значительные суммы. Эти действия вызвали сопротивление команды президента Леонида Кучмы, и в августе 2000 года был арестован муж Ю. Тимошенко Александр («дело ЕЭСУ 1995—1997 годов»).
9 февраля 2001 года по инициативе Тимошенко был создан Форум национального спасения ФНС — общественно-политическое объединение, оппозиционное к режиму Кучмы. 19 января 2001 года Тимошенко была освобождена от своей должности, и 13 февраля была арестована, за то, что в бытность главой ЕЭСУ в 1995—1997 годах осуществляла «контрабанду российского газа на Украину» и за неуплату налогов. Но 27 марта 2001 года Печерский районный суд Киева отменил санкцию на арест Тимошенко, признав выдвинутые против неё обвинения несостоятельными, и она была освобождена, отбыв 42 суток в СИЗО.
9 августа 2001 года решением Киево-Святошинского суда Киевской области был освобождён из-под стражи Александр Тимошенко. 30 апреля 2002 года Киево-Святошинский суд закрыл уголовные дела, возбуждённые в отношении Юлии и Александра Тимошенко, признав их незаконными. 9 апреля 2003 года это решение подтвердил Апелляционный суд Киева. В сентябре 2004 года Тимошенко подала в суд на действия Генеральной прокуратуры Украины, требуя окончательно закрыть все дела по ЕЭСУ.
5-7 сентября 2001 года во время Экономического форума в Кринице (Польша) Юлия Тимошенко представляла Украину в списке претендентов на звание «Человек года Центрально-Восточной Европы» (единственная женщина среди претендентов).
В ноябре 2001 года на базе Форума национального спасения был создан Блок Юлии Тимошенко (БЮТ).
14 мая 2002 — 4 февраля 2005 — народный депутат Украины Верховная Рада IV созыва.

## Роль в Оранжевой революции

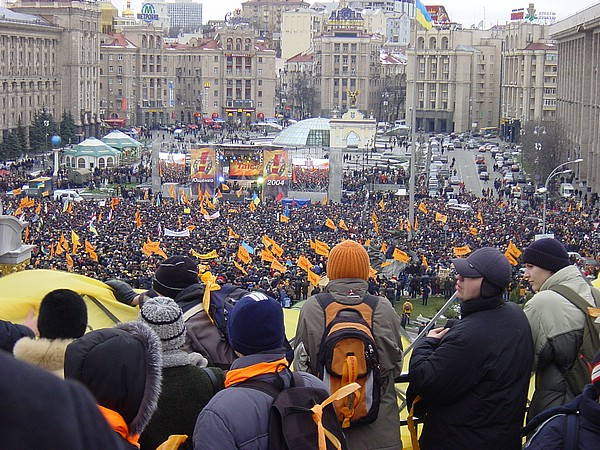
Во время Оранжевой революции Тимошенко неоднократно выступала перед людьми, собравшимися в Киеве на майдане Независимости. 25 ноября 2004 года.

В течение 2003 — первой половины 2004 годов продолжались переговоры между Блоком Юлии Тимошенко, Блоком «Наша Украина» и Социалистической партией о создании коалиции и выдвижения единого кандидата на пост Президента Украины. Юлия Тимошенко отказалась баллотироваться на выборах в пользу Виктора Ющенко.
2 июля 2004 года Ю. Тимошенко от имени БЮТ подписала с В. Ющенко «Соглашение о создании коалиции „Сила Народа“», созданной в поддержку Виктора Ющенко на президентских выборах, которое предусматривало возможность для Тимошенко возглавить будущее правительство.
3 июля 2004 года началась президентская кампания. Во время избирательной кампании Ющенко обычно больше внимания уделял теме патриотизма, а Тимошенко чаще выступала на тему «борьбы с олигархами, с целью улучшения жизни народа, малого и среднего бизнеса». Тимошенко имела влияние и на «патриотического избирателя», в частности благодаря тому, что в БЮТ входили видные национал-патриоты и диссиденты (в частности С. Хмара и Л. Лукьяненко).
Накануне второго тура выборов Тимошенко призвала сторонников оппозиции 21-22 ноября собираться на Майдане Независимости в Киеве для защиты результатов своего волеизъявления. 21 ноября 2004, когда стало известно, что выборы сфальсифицированы, она призвала выйти на забастовку. Тимошенко стала одним из лидеров массовых протестов против фальсификации президентских выборов, которые получили название «Оранжевая революция».
В Оранжевой революции Тимошенко активно принимала участие как второй лидер после Виктора Ющенко. Договорённости между участниками коалиции «Сила народа» (Блок «Наша Украина» и БЮТ) включали обещание В. Ющенко назначить Ю. Тимошенко Премьер-министром в случае его победы на президентских выборах.
Тимошенко была одним из руководителей Комитета национального спасения — «народного органа защиты Конституции Украины» — созданного 25 ноября 2004 года. 26 декабря 2004 года в результате повторного голосования во втором туре выборов Президента Украины победу одержал Виктор Ющенко с результатом 51,99 % голосов. Виктора Януковича поддержали 44,2 % избирателей.

## Уголовное дело в отношении Юлии Тимошенко в России
В июне 2004 года, перед началом президентских выборов на Украине, Главная военная прокуратура России объявила Тимошенко в международный розыск по обвинениям в «даче взятки высокопоставленным чиновникам Министерства обороны РФ с целью заключения контракта на поставку строительных материалов по явно завышенным ценам». На Украине дело против Тимошенко было закрыто вскоре после победы «оранжевой революции», а уголовное дело российской прокуратуры было закрыто в декабре 2005 года в связи с истечением срока давности.
В конце января 2005 года, спустя два дня после назначения Тимошенко и. о. премьера, Генеральный прокурор России Устинов заявил, что в случае приезда Тимошенко в Россию, она будет арестована. Однако 15 февраля, после того, как Верховная Рада утвердила Тимошенко в должности, генеральный прокурор Устинов заявил, что «не будет никаких проблем, если она захочет приехать в Москву», но уголовное дело закрыто не было. «Возможность приезда Тимошенко и продолжение расследования уголовного дела в её отношении никак между собой не связаны, расследование будет продолжаться», — отметил тогда Устинов.
19 марта состоялся визит Президента России Владимира Путина в Киев. В частности, Владимир Путин впервые встречался с Юлией Тимошенко. Их переговоры прошли успешно — Юлия Тимошенко заявила, что никаких нерешаемых проблем между Украиной и Россией нет. Она заверила гостя в своей готовности поддержать все обсуждавшиеся в момент визита российские инициативы, кроме создания Единого экономического пространства.
4 апреля 2005 года, в то время как президент Виктор Ющенко отбыл с визитом в США, Юлия Тимошенко объявила о получении приглашения посетить с рабочим визитом Россию, где планировались её встречи с президентом РФ Владимиром Путиным, премьер-министром Михаилом Фрадковым, а также с представителями Российского союза промышленников и предпринимателей. В качестве согласованных сроков визита назывались 14—15 апреля.
Но 11 апреля прозвучало заявление генерального прокурора Устинова, что дело в отношении Тимошенко не прекращено: «Она по-прежнему находится в розыске». Правда, он тут же добавил, что визит «будет осуществлён в соответствии с протоколом и международными нормами».
13 апреля стало известно, что визит откладывается. Президент Ющенко в выступлении по телевидению 13 апреля попросил Премьер-министра воздержаться от поездок за границу «в связи с необходимостью организации проведения в сжатые сроки большого объёма весенне-полевых работ, а также безотлагательного решения проблем на рынке нефтепродуктов». Также министр экономики Украины Сергей Терёхин, заявил: «Когда перед первым визитом премьера в Россию делаются такие заявления прокурора — это международный скандал».
20 апреля было объявлено, что в Москву вместо Тимошенко посетит секретарь Совета национальной безопасности и обороны Украины Пётр Порошенко.
В конце концов, Юлия Тимошенко посетила Россию лишь после ухода с поста премьер-министра, в сентябре 2005 года. В Москве она встретилась с представителями Генпрокуратуры, ответила на их вопросы и, по словам Тимошенко, все обвинения против неё были сняты. Главная военная прокуратура России лишь 26 декабря 2005 года объявила, что уголовное дело в отношении Юлии Тимошенко в России прекращено в связи с истечением срока давности. Однако адвокат Юлии Тимошенко предполагает, что для того, чтобы закрыть бесперспективное дело, сотрудникам прокуратуры, очевидно, пришлось переквалифицировать его.

## На посту премьер-министра Украины (февраль — сентябрь 2005)

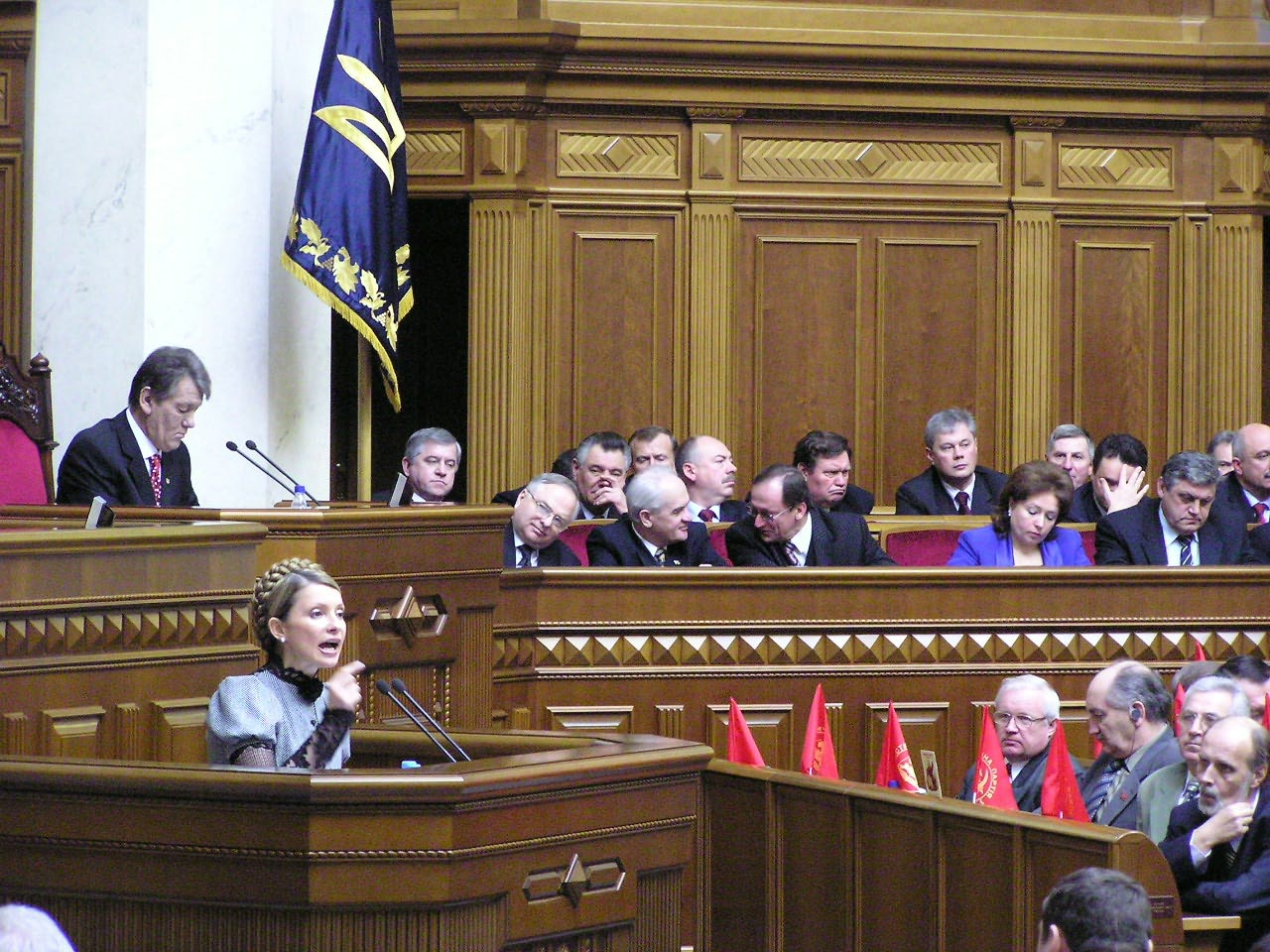
Юлия Тимошенко в Верховной Раде, 4 февраля 2005 года

24 января 2005 года назначена и. о. премьер-министра Украины. 4 февраля 2005 года Верховная рада Украины утвердила Юлию Тимошенко премьер-министром страны — 375 голосов «за» (из 450). Ещё в рамках Соглашений о коалиции «Сила народа» Тимошенко предназначался пост премьер-министра. При пояснении этого назначения В. Ющенко сказал «И, возможно, самое важное… Среди общественности есть большие надежды: президент — Ющенко, премьер — Юлия Тимошенко».
В этом Кабмине у Тимошенко не было ни одного министра от БЮТ, кроме самой Тимошенко (лишь должность руководителя СБУ занял А. Турчинов); также Ющенко не назначил ни одного губернатора от БЮТ. Однако почти все министры первого Кабмина Тимошенко поддержали её в последующих противостояниях с Ющенко.
Основными моментами, характеризовавшими внутриэкономическую деятельность кабинета министров Юлии Тимошенко, стали:
- повышение зарплат, пенсий, стипендий — в полтора-два раза (в сентябре 2005 года в сравнении с июнем 2004 года)[108][109];
- выполняя предвыборные обещания Президента В. Ющенко, правительство в 2005 году в 12 раз повысило размер единовременного пособия при рождении ребёнка (до 1.1.2004 — 320 грн.; после 1.1.2004 — 684 грн.; 1.4.2005 — 8497,6 грн.; 1.1.2008 — 12 240 грн. на первого ребёнка, 25 000 грн. на второго, 50 000 грн. на третьего)[110][111];
- кампания «Контрабанда — стоп» и выведение из тени «олигархического бизнеса». В то же время эти «действия по пресечению контрабанды» задели часть среднего бизнеса;
- заявления о необходимости массовой реприватизации 3000 предприятий. В результате государству был возвращён контроль лишь над крупнейшим меткомбинатом «Криворожсталь» (который перепродали в октябре 2005 года в шесть раз дороже, то есть дороже почти на 4 млрд дол. В то же время за период 1991—2004 годов «поступления от приватизации на Украине» составили лишь «около 8.5 млрд дол.»). 16 июня 2005 президент Украины Виктор Ющенко, председатель Верховной Рады Владимир Литвин и Юлия Тимошенко подписали меморандум о гарантиях прав собственности и обеспечения законности при их реализации; после подписания документа Виктор Ющенко заявил, что «украинская власть поставила точку в дискуссии по проблемным вопросам приватизации» — мол, реприватизации не будет, поскольку в бюджете на это нет средств[112];
- в апреле-мае 2005 года прошли так называемые «бензиновый кризис» и «сахарный кризис», когда цены на сахар и бензин за 2-3 недели поднимались на 30 %—50 %. Эти «кризисы» имели признаки «картельного сговора». Правительство Тимошенко вернуло цены на прежние уровни через месяц (действуя, в основном, рыночными методами — «товарными интервенциями»). Однако во время «бензинового кризиса» Ющенко на заседании СНБО резко раскритиковал Тимошенко за «давление на оптовых продавцов бензина».[привести цитату? 1230 дней]

В июле 2005 года американский журнал Forbes, составляя рейтинг 100 самых влиятельных женщин мира, называет украинского премьера Юлию Тимошенко третьей по влиятельности женщиной планеты.
Летом 2005 года в прессе появились сообщения, что осенью 2005 года кабинет Тимошенко будет отправлен в отставку, а пост премьера займёт Порошенко.
24 августа на День Независимости Украины в выступлении на Майдане президент Ющенко назвал кабмин Тимошенко наилучшим. Однако 8 сентября 2005 года, через две недели после демонстративного ухода со своего поста А. Зинченко, который обвинил Порошенко в «коррупции и заговоре», Виктор Ющенко отправил правительство Юлии Тимошенко в отставку в связи с конфликтами внутри исполнительной ветви власти. В то же время Ющенко уволил секретаря СНБОУ Порошенко, который оказался в эпицентре коррупционного скандала, и удовлетворил заявление об отставке госсекретаря Александра Зинченко.
По мнению Тимошенко, Ющенко отправил её в отставку под влиянием своего окружения, «чтобы отвлечь внимание от обвинений его окружения в коррупции», а также тем, что её рейтинг превысил популярность Президента.
Борис Березовский не поддержал Ющенко в вопросе отставки Кабмина Тимошенко: «Помните, говорили о том, что это „революция миллионеров против миллиардеров“, плох тот миллионер, который не мечтает стать миллиардером, но, как только они получили власть, они начали, что называется, делить захваченное. Тимошенко, конечно, мешала». При этом Березовский положительно отозвался о деятельности экс-премьера Тимошенко: «Её работа на посту премьера была очень достойной».
Также и общественное мнение Украины осуждало Порошенко и Ющенко. Это осуждение проявилось на парламентских выборах в марте 2006 года, на которых впервые БЮТ превзошёл «Нашу Украину»: оппозиционный БЮТ получил 129 депутатских мест, а президентская «Наша Украина» — 81 (хотя на предыдущих парламентских выборах-2002 от БЮТ было избрано 22 депутата, а от «Нашей Украины» — 112).
Темпы роста ВВП при этом правительстве Тимошенко были несколько выше, чем в Евросоюзе, хотя и значительно ниже, чем в России.(см. «Сопоставление динамики роста ВВП Украины и соседних регионов»).
Ещё в 2000 году на посту вице-премьера по ТЭК в правительстве Ющенко Тимошенко заявила о необходимости ограничения власти олигархов на Украине. В феврале 2005 года премьер-министр Тимошенко заявила, что национальные богатства Украины были приватизированы за бесценок по коррупционным схемам, и поэтому следует провести проверку законности приватизации по трём тысячам предприятий. В этом направлении Кабмином были сделаны следующие шаги:
- была проведена реприватизация крупнейшего металлургического комбината Украины «Криворожстали» (приватизация была проведена в 2004 году, без конкурса, компаниями Ахметова и Пинчука) — в октябре 2005, на открытом конкурсе, это предприятие было перепродано в шесть раз дороже, разница между приватизациями Криворожстали 2004-о и 2005-о годов составила 4 млрд долларов[121];
- Тимошенко и её блок БЮТ не допустили принятия законов, направленных на приватизацию крупным капиталом сельскохозяйственных земель Украины[122]. Тимошенко выступила против продажи сельскохозяйственных земель Украины как отечественным олигархам, так и иностранным, тем самым стремясь способствовать развитию среднего и малого бизнеса;
- украинское государство возобновило контроль над киевским «Арсеналом», харьковским «Турбоатомом» (монополист по производству турбин для атомных электростанций) и рядом других. Тимошенко не допустила приватизации таких стратегических предприятий как Укртелеком, «Одесский припортовый завод».

Все эти события вокруг приватизации земли, шельфа и стратегических предприятий оказывали огромное влияние на политическую жизнь Украины и привели к политическому разрыву Тимошенко не только с командой Януковича, но и с президентом Ющенко.
Одновременно с отставкой с поста главы правительства Юлия Тимошенко была признана человеком года Центральной и Восточной Европы «за выдающийся и наиболее значимый позитивный вклад в политическое и социально-экономическое развитие региона и за достижения в своей стране в 2004—2005». Такое решение было принято на XV Международном экономическом форуме в польском городе Крыница Гурская.

### Противоречия между Тимошенко и Ющенко
В апреле-мае 2005 года прошли так называемые «бензиновый и сахарный кризисы» (рост цен, в марте — на бензин 11 %; в мае на сахар — 50 %), оба кризиса имели признаки картельного сговора и расследовались Антимонопольным комитетом, которому понадобился почти год, чтобы найти виновных. В сговоре были обвинены и оштрафованы крупнейшие производители сахара: Украинская продовольственная компания Игоря Суркиса и Валентина Згурского — 6 млн грн., «Агропродинвест» Петра Порошенко и ООО «Сахарный союз» группы «Укррос». Вице-премьер Николай Томенко назвал «сахарный кризис» «кризисом имени семьи Порошенко и сахарного бизнеса». «Нефтепродукты, как по взмаху волшебной палочки, появились на многих заправках едва ли не во время разговора нефтяных олигархов с Ющенко. Что ещё раз подтверждает: Тимошенко права, когда говорила о заговоре на рынке… Ликвидация пошлины на бензины и дизельное горючее, уменьшение предельного уровня акциза — все эти действия Премьера Тимошенко давали возможность выйти из топливного хаоса на протяжении недели, максимум двух», — заметил Игорь Луценко.
Кабмин Тимошенко ликвидировал каждый «кризис» за месяц отменой пошлин на бензин и товарными интервенциями (в частности, был завезён тростниковый сахар). Однако Президент Ющенко на заседании СНБО резко раскритиковал Тимошенко за давление на оптовых торговцев бензином: Ющенко сказал ей, «что в таком случае она может написать заявление об отставке и идти вместе с СДПУ(о) и „Регионами“ дудеть в дудки и стучать в барабаны».
Это был первый случай публичных противоречий между Ющенко и Тимошенко.
В середине мая 2005 года возник конфликт по «списку Кинаха» (список предприятий для реприватизации) — первый вице-премьер Кинах подготовил этот список по поручению Виктора Ющенко без консультаций с премьером. Юлия Тимошенко выступила как противник избирательной реприватизации и за принятие Закона о реприватизации с фиксированными критериями.
Вскоре Ющенко обвинил правительство и в серьёзном отставании от графика, который обеспечил бы Украине вступление в ВТО уже в 2005 году. По его мнению, Тимошенко ввела слишком много ограничений в нескольких отраслях украинской экономики, что создало новые препятствия на пути вступления в ВТО.
После отставки правительства Юлии Тимошенко президент Украины Виктор Ющенко в интервью агентству «Associated Press» 13 сентября 2005 года обвинил Тимошенко в том, что она использовала должность премьер-министра для списания долгов её бывшей компании ЕЭСУ перед государственным бюджетом на сумму 8 млрд гривен. Заявление Ющенко не имело никакого продолжения, хотя он, как президент, имел возможность влияния на Службу безопасности Украины и Генпрокуратуру. Сама Тимошенко предпочла не отвечать на обвинения, а заявила, что Ющенко использует против неё те же методы, которые ранее использовала администрация Кучмы.
Попытки серьёзных расследований в ряде украинских СМИ показали, что размер спорной суммы колеблется от 5,2 млрд до 8 млрд гривен, а сама сумма долгом не является, а является насчитанными КРУ штрафными санкциями к ЕЭСУ по результатам 3-х проверок.

### Конфронтация Тимошенко и Порошенко
Пётр Порошенко претендовал на пост премьер-министра в новом правительстве. 8 февраля 2005 года он был назначен на должность секретаря СНБО Украины. Порошенко заявил, что «в сферу СНБО входят все вопросы кабмина». Позже Ющенко заявлял, что СНБО должен стать «единственным местом, где будут приниматься все стратегические решения». Фактически Ющенко и Порошенко стали создавать из СНБО систему дублирования Кабмина.
29 марта 2005 года Виктор Ющенко публично признал, что в его команде существует конфликт между Юлией Тимошенко и Петром Порошенко и что он «пытается эти разногласия уладить».
Уже 14 апреля глава Житомирской областной организации партии Юлии Тимошенко «Батькивщина» Олег Антипов заявил, что Тимошенко сказала ему, что, вероятно, её сместят с поста главы кабинета в мае или в сентябре. Позднее её прогноз оправдался.
В апреле же, после публикаций в прессе, Тимошенко сказала: «Вполне очевидно, что на Украине есть определённые круги, которые просто бредят о подобном развитии событий. Однако их мечты не имеют никакого шанса на воплощение». Виктор Ющенко также опроверг информацию о возможности отставки премьер-министра Юлии Тимошенко. «Это просто глупости», — сказал Ющенко. — «Юлия Владимировна будет долго работать и жить будет долго. Не дай бог, чтобы там были какие-то подозрения».

## Парламентская деятельность (2002—2005)
31 марта 2002 года на выборах в Верховную раду Блок Юлии Тимошенко получил 7,26 % голосов избирателей. Во фракцию БЮТ в Верховной Раде вошло 24 депутата.
В сентябре 2002 года вместе с другими оппозиционными лидерами возглавляет акцию «Восстань, Украина!» против режима Леонида Кучмы. В рамках акции осуществила тур по многим городам Украины.

## В оппозиции (2005—2007)
В июле 2005 года американский журнал Forbes, составляя рейтинг 100 самых влиятельных женщин мира, называет украинского премьера Юлию Тимошенко третьей по влиятельности женщиной планеты.
В сентябре 2005 года Тимошенко получила награду «Человек года Центрально-Восточной Европы» по версии 15-го Международного Экономического форума в Кринице Гурской.
26 сентября 2005 года Главная военная прокуратура Российской Федерации прекратила международный розыск Юлии Тимошенко и отменила решение о мере пресечения в виде заключения под стражу по делу, возбуждённому в 2001 по обвинению в подкупе чиновников Минобороны РФ в 1996, когда Тимошенко возглавляла ЕЭСУ. 26 декабря 2005 года дело было закрыто за сроком давности.
11 ноября 2005 года Верховный суд Украины на совместном заседании Судебной палаты по уголовным делам и военной судебной коллегии отменил все уголовные дела, которые были заведены в отношении Юлии Тимошенко, членов её семьи и сторонников.
7 декабря 2005 года на межпартийном съезде Блока Юлии Тимошенко в Киеве Тимошенко представила новую идеологию Блока — солидаризм.

### Парламентские выборы 2006 и «Коалициада-2006»

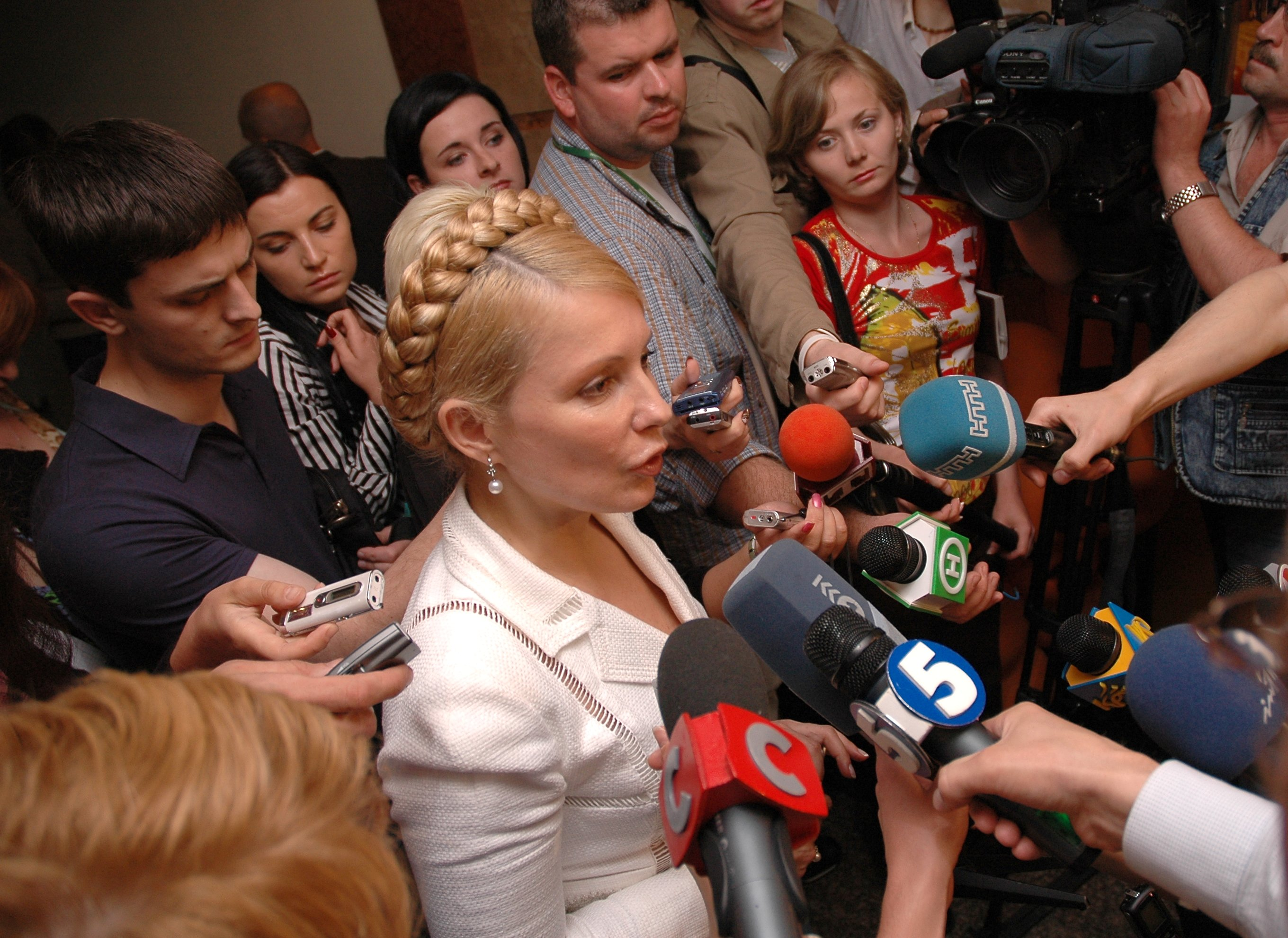
Ю. Тимошенко сообщает о создании «Демократической коалиции», 22 июня 2006 года.

26 марта 2006 года на парламентских выборах Блок Юлии Тимошенко получил 22,3 % голосов, уступив лишь «Партии регионов» и выйдя на первое место в 14 регионах. БЮТ получает в ВРУ V созыва 129 мандатов. Предполагаемая «оранжевая» коалиция (БЮТ, «Наша Украина», СПУ) по итогам выборов получила 243 места в Верховной Раде, то есть уверенное большинство (Партия регионов получила 186 мест). Однако началась так называемая «коалициада-2006» — переговоры между БЮТ, «Нашей Украиной» и СПУ о создании коалиции тянулись более четырёх месяцев.
Существует предположение, что камнем преткновения при создании «коалиции демократических сил» вновь стала должность для Порошенко. Поскольку должность премьера для него была уже нереальной, то 27 мая 2006 года члены фракции блока «Наша Украина» приняли решение выдвинуть Порошенко на должность председателя Верховной рады. Против такого решения высказывался А. Мороз. Но 22 июня 2006 года всё-таки было подписано коалиционное соглашение о создании «Демократической коалиции», по которому Тимошенко становилась премьер-министром, а Порошенко предназначалась должность председателя Верховной рады.
Однако на пост председателя Верховной рады претендовал лидер СПУ А. Мороз (уже занимавший эту должность в 1990-х). Он возмущённо заявлял, что Порошенко в 2005 году дискредитировал себя. В конце концов, Мороз договорился с «Партией регионов» и 6 июля 2006 Мороз был избран председателем Верховной Рады, а 7 июля было официально объявлено о создании «Антикризисной коалиции» (в неё вошли Партия Регионов, КПУ и СПУ), а «Наша Украина» неформально присоединилась 4 августа 2006 года — во второе правительство Януковича вошло 8 министров от «Нашей Украины». Эта коалиция предложила Президенту Ющенко подать в Верховную раду кандидатуру Януковича на пост премьер-министра.

### WikiLeaks: истинные мотивы «коалициады-2006»
Из-за «коалициады-2006» Тимошенко не получила пост премьер-министра. Стороннему наблюдателю «коалициада-2006» казалась абсурдом — три месяца выпуски новостей на телевидении ежедневно обсуждали всё новые малозначащие требования от «Нашей Украины» к БЮТ и СПУ без какого-либо продвижения к созданию коалиции.
Политологи делали предположения, что «коалициада» лишь скрывала союз Ющенко и Януковича против Тимошенко. Действительно, у бизнес-крыла «Нашей Украины» были тесные контакты с «Партией регионов». На протяжении 2005—2010 годов Тимошенко неоднократно высказывалась против частной компании РосУкрЭнерго, которая была главным посредником в торговле «российским природным газом» на Украине. Тимошенко же стремилась к тому, чтобы торговлю природным газом между Украиной и Россией осуществляли лишь государственные компании «Газпром» и «Нафтогаз Украины». В этом её поддерживал премьер-министр Путин и не поддерживал президент Ющенко, который последовательно защищал РосУкрЭнерго, поскольку «украинская часть компании» принадлежала другу Ющенко — Фирташу и представителям «Партии регионов» Бойко, Лёвочкину.
Вторым вопросом был вопрос о передаче шельфа Чёрного и Азовского морей в длительную аренду компании «Венко». За «Венко» вновь стояли Фирташ и регионал Ахметов. Именно в апреле 2006 года голосами ПР и НУ было утверждено то самое постановление об аренде шельфа для компании «Венко», то есть ПР и НУ прекрасно нашли общий язык в таком важном вопросе во время коалициады. Именно этих наиболее конфронтационных вопросах столкнулись интересы государства Украина и приватных компаний РосУкрЭнерго и «Венко».
Однако до настоящего времени коалициада-2006 и «Универсал Ющенко-Янукович» выглядели так, как будто Ющенко был принуждён к союзу с Партией регионов силою непреодолимых обстоятельств и позицией Мороза. Но в декабре 2010 на сайте WikiLeaks опубликованы секретные доклады посла США на Украине, где говорится, что 22 марта 2006 (то есть за 4 дня до дня голосования на выборах-2006) министр обороны Гриценко (который входил в ближайшее окружение Ющенко) встретился с послом США для важного разговора. Гриценко сообщил послу, что на прошлой неделе проводил переговоры с Р. Ахметовым (которого посол назвал «крёстным отцом Партии регионов») об отношении «Партии регионов» к НАТО. Гриценко настойчиво убеждал посла в том, что:

1) коалиция «Нашей Украины» и «Партии регионов» вполне возможна;

2) в такой коалиции «Партия регионов» не будет стремиться к пересмотру планов Ющенко по вхождению Украины в НАТО (при условии, что за Гриценко останется пост министра обороны).
Результатом «коалициады-2006» и «Универсала» как раз и стал союз Партии регионов и «Нашей Украины», причём Гриценко остался в должности министра обороны (всего в кабмине Януковича было восемь министров от «Нашей Украины»). Таким образом, материалы Wikileaks говорят, что затяжки в «коалициаде-2006» проходили вполне осознанно и достигли запланированных целей.

### «Универсал Ющенко-Янукович». Переход БЮТ в оппозицию
Существует предположение, что Виктор Ющенко долго колебался относительно согласия на назначение Януковича премьер-министром и потребовал от последнего взятия ряда политических обязательств и уступок, которые были названы «Универсал национального единства» (в частности, вступление Украины в НАТО).
3 августа 2006 года Юлия Тимошенко отказалась подписать предложенный президентом Ющенко Универсал национального единства, который подписали все остальные парламентские партии Украины, назвала Универсал «прикрытием для предательства» и заявила о переходе в жёсткую оппозицию. Тимошенко призвала народных депутатов, разделяющих её взгляды, создать межфракционное оппозиционное объединение.
4 августа 2006 года Ющенко подал кандидатуру Януковича на утверждение в Верховную Раду. Виктор Янукович во второй раз стал премьер-министром Украины. В кабмин Януковича было включено 8 министров от «Нашей Украины», то есть в Кабмине Януковича оказались представители всех фракций парламента (коммунисты, социалисты, ПР, «Наша Украина») кроме БЮТ.
22 сентября 2006 года депутаты БЮТ и два члена фракции СПУ подписали соглашение о создании в Верховной раде парламентской оппозиции во главе с Юлией Тимошенко. Её заместителями стали: Николай Томенко, Александр Турчинов (оба от БЮТ) и Иосиф Винский (бывший замглавы соцпартии Александра Мороза). 20 октября 2006 года к оппозиции во главе с БЮТ присоединилась партия «Реформы и порядок» (в 2006 году не была представлена в Верховной Раде).

### Роспуск Верховной Рады. Парламентские выборы 2007

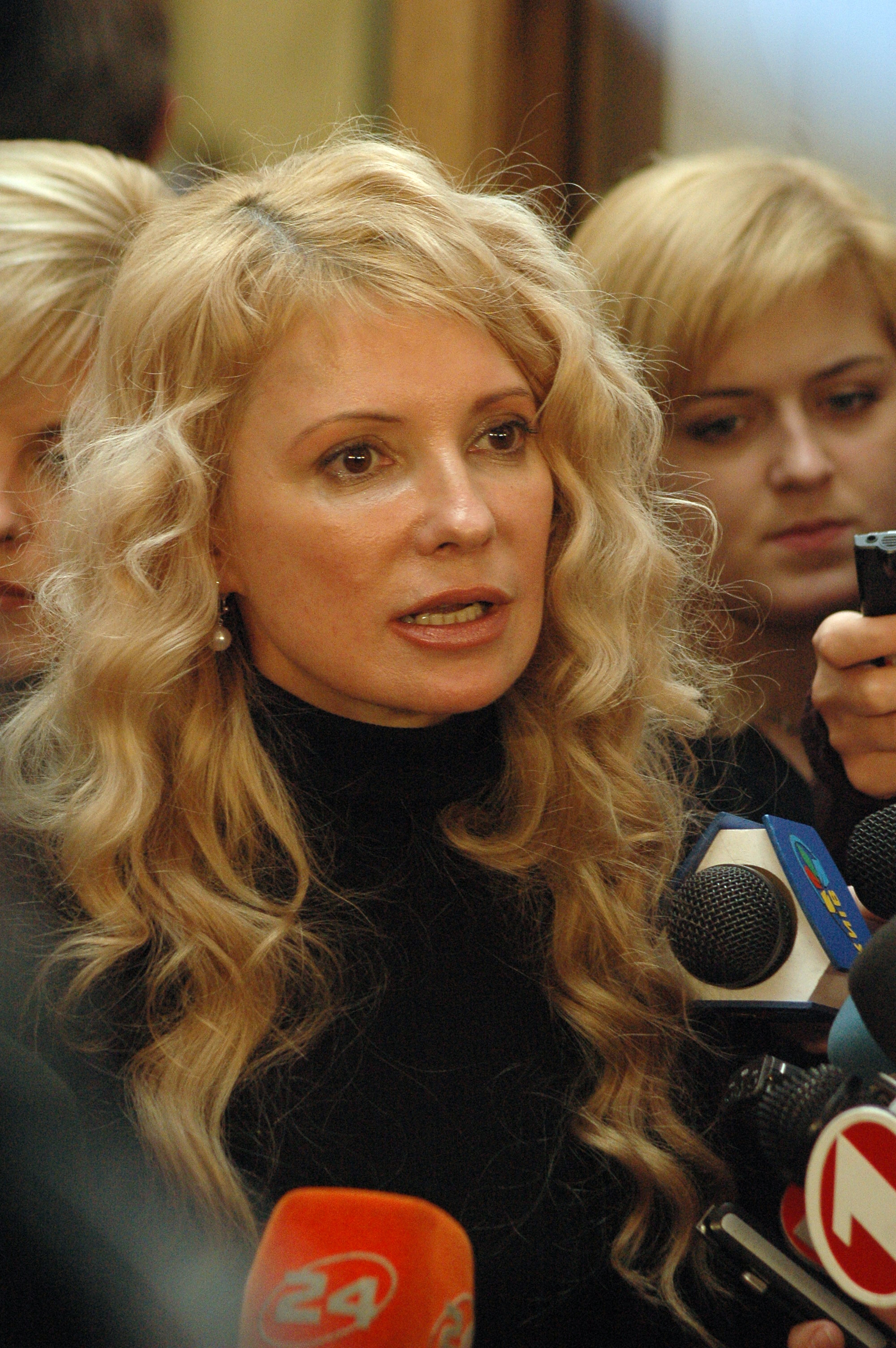
Юлия Тимошенко с распущенной косой, Верховная Рада Украины, 11 января 2007 — в этот день БЮТ прилагал немало усилий для начала роспуска Верховной Рады, об этом дне политолог Фесенко сказал: «Распустив косу, Тимошенко завязала интригу 2007 года»

В октябре-декабре 2006 года из кабмина Януковича были уволены почти все министры от «Нашей Украины».
С декабря 2006 Юлия Тимошенко и Юрий Луценко выступали с митингами по всей Украине, призывая распустить Верховную раду.
В феврале 2007 года правящая «антикризисная коалиция» начала расширяться за счёт депутатов-перебежчиков из фракций «Наша Украина» и БЮТ. При продолжении этого процесса парламентская коалиция могла бы получить конституционное большинство в 300 голосов, что позволило бы ей преодолевать президентское вето, а этого президент Ющенко не мог допустить, однако он занял выжидательную позицию.
28 февраля — 2 марта 2007 года Юлия Тимошенко находилась с визитом в США. Он состоялся через три месяца после посещения США премьер-министром Януковичем. Основная цель визита состояла в том, чтобы донести до американского руководства (Тимошенко встречалась с вице-президентом Диком Чейни; госсекретарём Кондолизой Райс и с советником президента по национальной безопасности Стивеном Хэдли) «главную проблему в политике Украины»: действия Януковича по неконституционному расширению правящей коалиции могут привести к фактическому отстранению от власти Ющенко. Выходом из этой ситуации, по её мнению, должны стать: роспуск Верховной рады и досрочные парламентские выборы. Помимо встреч с высокопоставленными членами администрации Буша, Юлия Тимошенко выступила в Центре стратегических исследований Кеннеди и Национальном пресс-клубе, а также получила награду влиятельной неправительственной организации Conservative Political Action Conference за «вклад в развитие демократии».

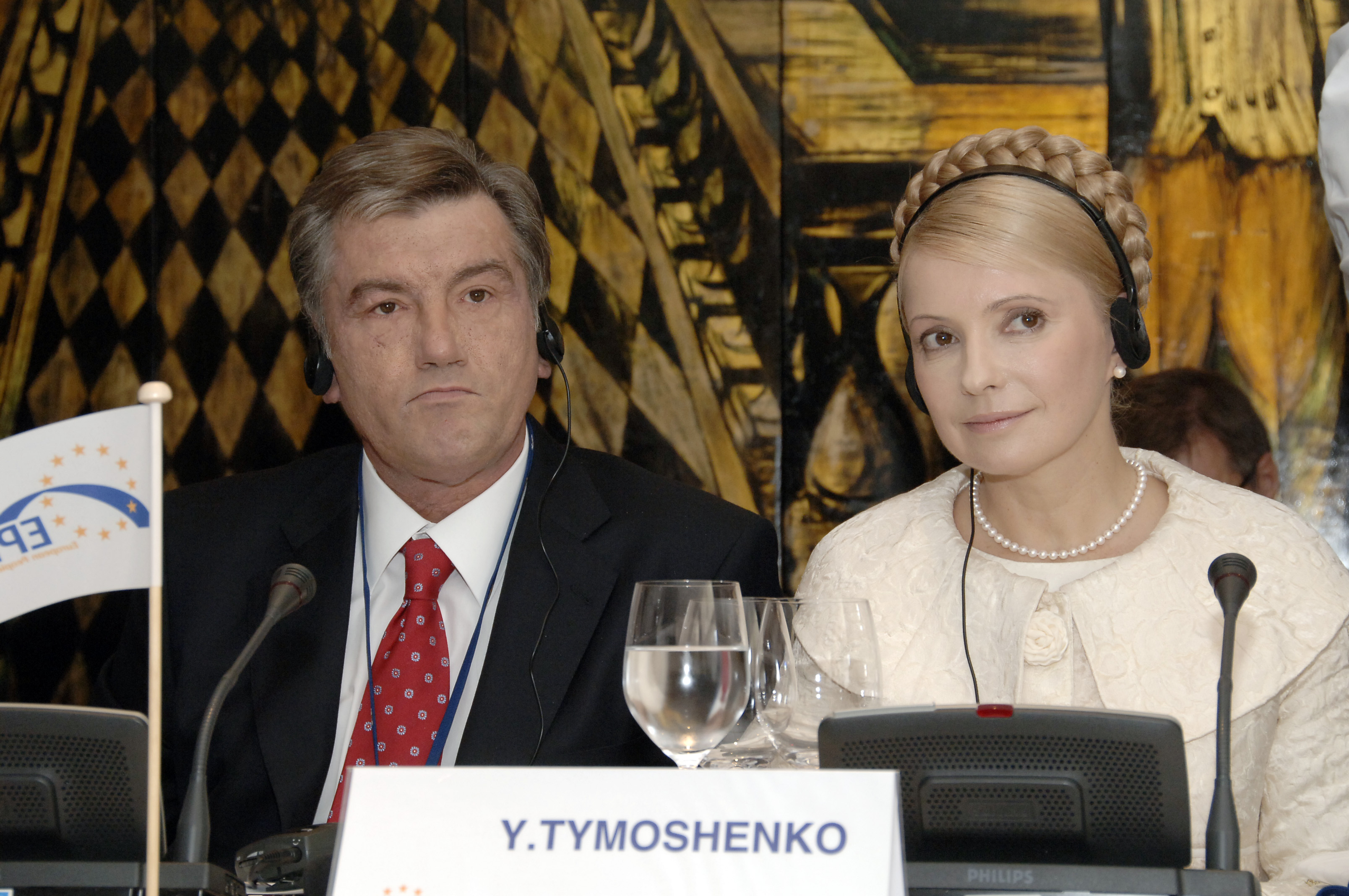
В. Ющенко и Ю. Тимошенко на саммите «Европейской народной партии», Португалия (Лиссабон), 18 октября 2007 года

31 марта 2007 года в Киеве состоялся многотысячный митинг, лидерами которого были Ю. Тимошенко, В. Кириленко и Ю. Луценко. На нём звучали призывы к президенту Ющенко распустить Верховную раду и назначить перевыборы.
2 апреля 2007 года Виктор Ющенко подписал указ «О досрочном прекращении полномочий Верховной рады» и назначил внеочередные выборы народных депутатов на 27 мая 2007 года. На стороне президента выступила объединённая оппозиция, в которую вошли: Блок Юлии Тимошенко, блок политических партий «Наша Украина» и общественное движение «Народная самооборона» Юрия Луценко. Для обеспечения роспуска Верховной Рады депутаты фракций БЮТ (в том числе Юлия Тимошенко) и «Наша Украина» 31 мая—1 июня 2007 подали заявления о выходе из фракций, а 2 июня съезды БЮТ и «Нашей Украины» приняли решение о прекращении полномочий в соответствии 129 и 66 народных депутатов, что, согласно Конституции, делало Верховную Раду неполномочной. Это стало ещё одним основанием для роспуска Верховной рады и проведения досрочных парламентских выборов.
Парламентские выборы на Украине (2007) были проведены 30 сентября 2007 года. На них БЮТ занял второе место, получив 30,71 % голосов и 156 мест в парламенте и увеличив таким образом своё представительство на 27 депутатских мест. Большинство в составе 227 депутатов сформировали фракции Блока Юлии Тимошенко и Блока «Наша Украина — Народная самооборона».

### Уголовное дело в отношении Павла Лазаренко в США
7 мая 2004 года судьёй Мартином Дженкинсом (штат Калифорния, США) были полностью отвергнуты и не допущены для рассмотрения жюри присяжных обвинения против Юлии Тимошенко в рамках уголовного преследования Лазаренко в связи с отсутствием каких-либо доказательств причастности ЕЭСУ и других компаний, связанных с Тимошенко, к незаконной деятельности Лазаренко.
21 февраля 2007 года информационное агентство УНИАН опубликовало сообщение с комментариями пресс-атташе посольства США на Украине Джона Салливена, в которых отмечалось отсутствие обвинений в адрес Юлии Тимошенко и каких-либо расследований в отношении неё на сегодняшний день.
23 февраля 2007 года на утреннем заседании Верховной Рады Украины было оглашено открытое письмо послу США на Украине Уильяму Тейлору, подписанное представителями фракций «антикризисной» коалиции — Партии регионов, СПУ и КПУ, — с просьбой подтвердить статус Тимошенко в деле Лазаренко.
1 марта 2007 года на сайте Посольства США на Украине был опубликован ответ посла Уильяма Тейлора на письмо представителей фракций «антикризисной» коалиции: «Юлия Тимошенко не была участником процесса по делу Павла Лазаренко; материалы судебных заседаний по этому делу, размещённые в Интернете, не должны рассматриваться в отрыве от контекста».
18 января 2013 года генпрокурор Виктор Пшонка заявил, что Ю.Тимошенко вручено уведомлении в подозрении ее в организации совместно с П.Лазаренко умышленного убийства из корыстных побуждений. Санкция статьи, по которой ей вручено уведомление, предусматривает пожизненное заключение. По данным В.Пшонки, Ю.Тимошенко и П. Лазаренко заплатили за убийство Е.Щербаня $2,8 млн.

## На посту премьер-министра Украины (2007—2010)

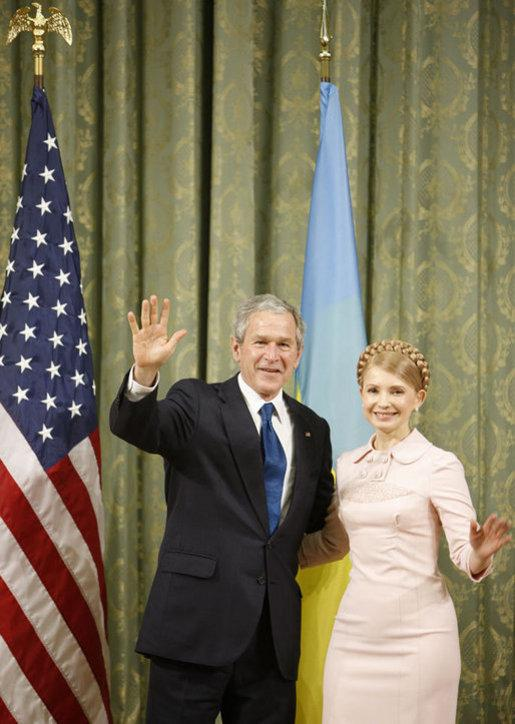
Президент США Джордж Буш и Юлия Тимошенко, 1 апреля 2008 года

По результатам выборов Верховной рады 29 ноября 2007 года была создана правящая коалиция фракций БЮТ и НУНС, эти фракции насчитывали 229 депутатов. 4 декабря 2007 года коалиция БЮТ и НУНС выдвинула Юлию Тимошенко на пост премьер-министра Украины. 18 декабря 2007 года правящая коалиция утвердила в должности главы кабмина Украины Юлию Тимошенко (226 голосов при поимённом голосовании; со второй попытки, после неудачного для неё голосования 11 декабря).
16 января 2008 года кабмин Тимошенко утвердил проект программы правительства «Украинский прорыв: для людей, а не для политиков» и передал на рассмотрение в Верховную раду. Программа в основном повторяла предвыборную программу БЮТ: предусматривала увеличение зарплат и пенсий, развитие промышленности, усиление борьбы с коррупцией. Также премьер-министр Тимошенко установила по пять приоритетных задач для каждого министерства.
Вопросы реприватизации не поднимались, но стали более жёсткими условия приватизации государственных предприятий. 23 января 2008 года Юлия Тимошенко на правительственном брифинге в отношении проекта новой редакции Закона Украины «О Государственной программе приватизации» сказала:

Мы хотим, чтобы в законе появилась норма, что при невыполнении условий приватизационного договора, такой приватизационный договор будет расторгаться без возврата тех денег, которые заплатили за предприятие.
Оригинальный текст (укр.)… ми хочемо, щоб у законі з’явилася норма, що за невиконання умов приватизаційної угоди, така приватизаційна угода буде розриватися без повернення тих грошей, які заплатили за підприємство
— Пресс-служба Кабмина. (укр.).
Выполняя своё предвыборное обещание, 11 января 2008 года кабмин Тимошенко начал выплаты вкладчикам Сбербанка СССР — каждому вкладчику было выплачено по тысяче гривен из расчёта 1 гривна за 1 советский рубль.
16 апреля 2008 года в Страсбурге на сессии ПАСЕ на вопрос К. Косачёва о закрытии русскоязычных школ и запрете показывать не переведённые на украинский язык фильмы премьер-министр Юлия Тимошенко заявила о том, что не считает, что в Украине нарушаются права русскоязычных граждан, и поддержала украинизацию:

И ещё в Украине едят младенцев на завтрак. … Это вдобавок ко всем обвинениям. Хочу сказать, что страсти нагнетать не нужно. После советской диктатуры украинцы в Украине стали нацменьшинством. И нам потребуется много времени, чтобы восстановить наш язык, настоящую историю и настоящую культуру.
Оригинальный текст (укр.)І ще в Україні їдять немовлят на сніданок. … Це в додаток до всіх звинувачень. Хочу сказати, що страсті нагнінати не треба. Після радянської диктатури українці в Україні стали нацменшиною. І нам треба витратити багато часу на те, щоб відновити нашу мову, справжню історію і справжню культуру.
Во время российско-грузинской войны в августе 2008 года премьер-министр Тимошенко заняла нейтральную позицию; в отличие от Ющенко, который вскоре посетил Тбилиси, Тимошенко ограничилась призывом к немедленному прекращению военных действий. В ответ на это чиновники из Секретариата президента Виктора Ющенко обвинили её «в измене Родине». Комментируя данное обвинение, Тимошенко сказала, что «необходимо нанять столяра и поменять вывеску на Секретариате Президента Украины на „Палата номер шесть“».
Второе премьерство Юлии Тимошенко пришлось на период мирового финансово-экономического кризиса 2008—2009 годов, что ставило перед правительством многочисленные нестандартные вызовы. С другой стороны, ситуацию осложняла конфронтация с Президентом, который активно вмешивался в работу Кабмина. Представители Ющенко составляли большинство в составе правительства.
16 сентября 2008 года из правящей коалиции вышла фракция НУНС и было официально объявлено о распаде коалиции с БЮТ. Однако не сумев воссоздать коалицию, 8 октября 2008 года Президент Украины Виктор Ющенко объявил о роспуске Верховной рады, в указе определена дата внеочередных парламентских выборов — 7 декабря 2008 года. Через два дня, 10 октября БЮТ подготовил все документы для судебного обжалования решения Президента Украины о досрочных парламентских выборах. И уже 10 октября 2008 года Окружной административный суд Киева приостановил действие указа президента Украины о досрочном прекращении полномочий Верховной Рады. Политический кризис завершился избранием Владимира Литвина на должность спикера 8 декабря 2008 года. На следующий день Владимир Литвин сообщил о восстановлении демократической коалиции, в которую теперь также вошёл и Блок Литвина. Коалиционное соглашение подписали 226 депутатов — кабмин Тимошенко продолжил работу.
18 декабря 2008 года Тимошенко впервые обвинила Национальный банк в сознательной манипуляции гривной, а Президента Ющенко — в сговоре с руководством НБУ, который привёл к падению курса национальной валюты до уровня 8 грн за доллар США. 25 февраля 2009 премьер вновь обвинила руководство НБУ в продолжении сознательного манипулирования курсом гривны.
11 июля 2008 и 5 февраля 2009 года Верховная рада дважды не поддержала инициативу Партии регионов о недоверии правительству Тимошенко.
Среди успехов Кабинета Министров Юлии Тимошенко можно выделить следующие:
- в разгар мирового экономического кризиса удалось не допустить дефолта страны, о неизбежности которого заявлял Президент Ющенко[84][194];
- антикризисная поддержка горно—металлургического комплекса, аграрного сектора, химической промышленности, строительства[195][196][197][198];
- рекордные урожаи зерновых и недопущения спада производства в АПК[199][200];
- возрождение высокотехнологичных и наукоёмких производств, в частности, космического и авиастроения, обновления серийного производства самолётов марки Ан[201];
- своевременная выплата зарплаты бюджетникам, пенсий и стипендий в кризисный период, доплаты учителям, врачам и библиотекарям[84][202];
- возврат средств вкладчикам проблемных банков[203][204][205][206];
- стабильные тарифы на природный газ и на электрическую энергию для населения[207][208];
- переход на прямые торговые отношения с РФ в газовой сфере[180][209];
- получение Украиной 16 мая 2008 года полноправного членства во Всемирной торговой организации[210];
- начало переговоров об ассоциации и зоне свободной торговли с ЕС, разработка путеводителя[211];
- возвращение под государственный контроль нефтегазовых месторождений на шельфе Чёрного моря, которые в 2007 году правительство Януковича передало компаниям Ахметова и Фирташа[212][213][214];
- основание института Правительственного уполномоченного по вопросам антикорупционной политики[215], принятие пакета антикоррупционных законов и нормативных актов правительства[216];
- увеличение помощи при рождении ребёнка[217];
- бесплатное выделение около 6 тыс. квартир очередникам[218][219];
- выплата компенсаций вкладов в Сбербанке СССР более 6 миллионам граждан[180][220];
- бесплатное оформление гражданам государственного акта собственности на земельные участки[221][222][223];
- окончательное решение УЕФА о проведении Евро-2012 на Украине (право на проведение матчей в четырёх украинских городах и финальной игры в Киеве)[224];
- введение внешнего независимого оценивания знаний для поступления в высших учебных заведений[225];
- введение круглосуточной подачи воды во Львове, где была осуществлена масштабная реконструкция систем горячего и холодного водоснабжения[226];
- закрытие игорного бизнеса[227][228][229][230].

В период второго премьерства Юлии Тимошенко — в феврале 2008 — возглавляемая ею партия ВО «Батькивщина» стала ассоциированным членом Европейской народной партии (ЕНП) — объединение центристских и христианско-демократических партий Европы.
7 июня 2009 года лидер БЮТ Юлия Тимошенко начала переговоры с Партией регионов Виктора Януковича о внесении изменений в Конституцию Украины (для внесения изменений требуется 300 голосов) и о «широкой коалиции» с Партией регионов. Эти изменения должны были уменьшить полномочия президента Ющенко; однако Виктор Янукович в решающий момент заявил о выходе из переговорного процесса (стороны не доверяли друг другу, политики и пресса также крайне скептически относились к возможности такого сотрудничества). Тем не менее, эти переговоры всё же дали результат — Президент Ющенко до конца 2009 года уже не пытался отправить в отставку кабмин Тимошенко.
В сентябре 2009 года Печерский районный суд Киева запретил «любое опубликование недобросовестной рекламы» о деятельности главы правительства и использование лозунга предвыборной кампании Тимошенко «Она работает».
Вследствие мирового экономического кризиса в 2008 году на Украине произошло:
- увеличение внешнего долга с 12,31 % ВВП в 2007 году до 35,38 % в 2009 году[235];
- в 2008 году гривна девальвировала на 60 %;
- в 2009 году ВВП Украины сократился на 14,8 %[236];
- в 2008 и 2009 годах инфляция на Украине составила 25,2 % и 15,9 % соответственно[237].

## Контракт с «Газпромом»
К новому газовому конфликту между Украиной и Россией привело отсутствие контракта на поставку газа Украине в 2009 году и долг компании-посредника «РосУкрЭнерго» перед российской стороной в размере 2,4 млрд долларов (в частности, «РосУкрЭнерго» не заплатила за 11,2 млрд кубометров газа, закачанного в украинское газовое хранилище). Юлия Тимошенко потребовала убрать «РосУкрЭнерго» с газового рынка и перейти на прямые контракты с РФ. На протяжении 2005—2010 годов Тимошенко неоднократно высказывалась против компании-посредника «РосУкрЭнерго», которую последовательно защищал Ющенко (украинская часть компании принадлежала, главным образом, другу Ющенко — Дмитрию Фирташу (45 %)). С российской стороны собственником 50 % акций «РосУкрЭнерго» была государственная компания «Газпром». Украина начала покупать у России газ через «РосУкрЭнерго» в 2006 году при правительстве Януковича. Есть основания полагать, что эта компания связана с известным криминальным авторитетом Семёном Могилевичем, которого считают реальной силой, стоящей за миллиардером Фирташем. Газ, который Украина импортировала при посредничестве «РосУкрЭнерго», использовался преимущественно для нужд крупных предприятий, принадлежащих олигархам.

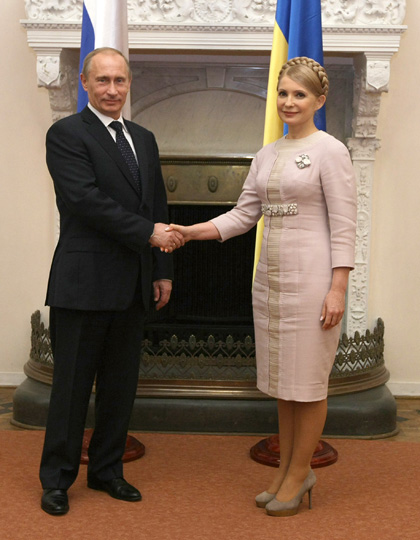
Владимир Путин и Юлия Тимошенко в ноябре 2009 года

2 октября 2008 Тимошенко подписала с Премьер-министром РФ Путиным Меморандум, который предусматривал ликвидацию посредников в торговле газом между Украиной и Россией и подробно определял условия будущих газовых контрактов на ближайшие года. Вскоре для обеспечения договорённостей, зафиксированных в Меморандуме, НАК «Нафтогаз Украины» и ОАО «Газпром» подписали соглашение о принципах долгосрочного сотрудничества в газовой сфере. Стороны, в частности, договорились о подписании 1 ноября 2008 года долгосрочных контрактов на поставки и транзит газа и о переходе в течение трёх лет к «рыночным, экономически обоснованных и взаимосогласованных ценам» на газ для потребителей Украины. Однако подписание контрактов, намеченное на 31 декабря 2008 года, было сорвано. Председатель правления «Газпрома» Алексей Миллер сообщил, что переговоры «Газпрома» с «Нафтогазом Украины» срывала компания «РосУкрЭнерго»: «В конце декабря премьер-министры России и Украины пришли к соглашению, и наши компании были готовы договориться о цене газа $ 235 за 1000 м³ при условии совместных экспортных операций с территории Украины. RosUkrEnergo тогда предложила покупать газ для Украины по цене $ 285».

### Срыв переговоров 31 декабря 2008
31 декабря Президент Ющенко, приказав руководителю «Нафтогаза Украины» Олегу Дубине не подписывать соглашений с «Газпромом» и прекратить переговоры, отозвал делегацию «Нафтогаза» из Москвы. Это кардинально обострило ситуацию. Компании «РосУкрЭнерго», действующей, в частности, через секретариат президента Ющенко, удалось сорвать подписание «газовых» договоров, которое было намечено на 31 декабря 2008 года.
Президент России Дмитрий Медведев и председатель Правительства РФ Владимир Путин высказывались за устранение газового посредника и одновременно отмечали, что этому препятствует часть украинского истеблишмента.
Юлия Тимошенко 14 января 2009 года заявила: "Переговоры, которые успешно двигались, начиная с 2 октября 2008 года, по обеспечению Украины природным газом по цене 235 долларов для украинских потребителей и транзит в пределах 1,7-1,8 — эти переговоры были сорваны тем, что, к сожалению, украинские политики пытались сберечь «РосУкрЭнерго, как теневого коррупционного посредника… Переговоры между двумя премьер-министрами, а потом — между НАК „Нафтогазом“ и „Газпромом“ разрушались теми политическими силами на Украине, которые получили и планируют получать коррупционную выгоду от работы „РосУкрЭнерго“».

### Прекращение Россией поставок газа на Украину с 1 января 2009
С 9:00 1 января 2009 года «Газпром» полностью прекратил поставки газа в Украину. 4 января 2009 года российский монополист предложил поставлять газ на Украину в январе по цене 450 долл. за 1 тыс. кубометров. Предприятия теплокоммунэнерго работали на пределе возможностей, возникла угроза коллапса всей украинской системы ЖКХ.
В то же время началось сокращение поставок газа в страны Центральной и Восточной Европы. 7 января Россия полностью прекратила транзит газа через территорию Украины. Европейский союз выступил с рядом заявлений, в которых требовал от России и Украины немедленно решить конфликт и возобновить поставки газа в страны ЕС.
17 января российский президент Дмитрий Медведев заявил, что часть украинской делегации на переговорах отстаивает необходимость сохранения посредника, ссылаясь на «инструкции, полученные наверху».

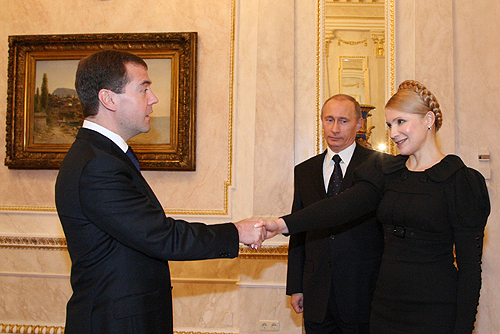
Юлия Тимошенко, Владимир Путин и Дмитрий Медведев — украино-российские переговоры по газовым вопросам, 17 января 2009 года

### Заключение «газовых соглашений»
18 января 2009 года в результате длительных переговоров премьер-министры Путин и Тимошенко договорились о возобновлении транспортировки газа на Украину и страны ЕС. Договорённости включали следующее:
1) Переход к прямым контрактным отношениям между «Газпромом» и «Нафтогазом Украины», устранение непрозрачных посредников, был устранён посредник «РосУкрЭнерго»;

2) Введение формульного принципа формирования цены для Украины, характерного для других европейских стран (формула включала стоимость мазута на мировых рынках и т. п.), что предупреждало ежегодные споры о цене за газ;

3) Переход на транзитную ставку (2,7 долл. США), что приближается к среднеевропейским показателям.
Согласно новым газовым контрактам, средняя цена на российский природный газ для Украины в 2009 году составила 232,98 долл. США за 1 тыс. м³ — с учётом 20-процентной скидки, о которой договорились стороны. Сразу после подписания контрактов Россия возобновила поставки газа в Европу.
29 января 2009 года в СМИ появились сведения, что украинские совладельцы «РосУкрЭнерго» Дмитрий Фирташ и Иван Фурсин объявлены в России в федеральный розыск в связи с их причастностью к деятельности С. Могилевича.

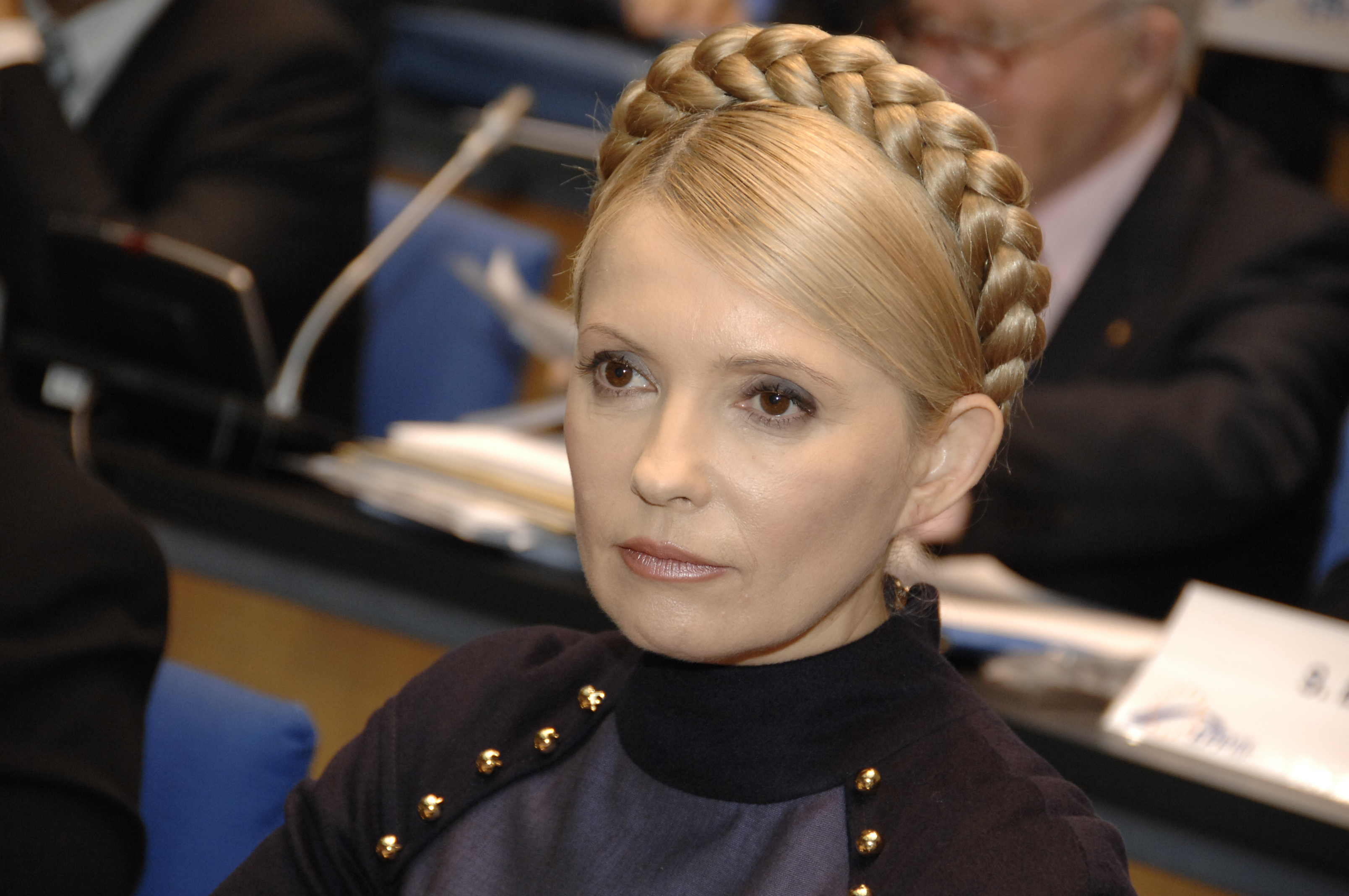
Юлия Тимошенко на конгрессе «Европейской народной партии», Бонн, 9 декабря 2009

Национальная комиссия регулирования электроэнергетики Украины (НКРЭ), выполняя рекомендацию Совета национальной безопасности и обороны под руководством президента В. Ющенко, повысила с 1 декабря 2008 года цены на газ для населения на 35 %. Кроме того, правительство было вынуждено пойти на увеличение с 1 июня 2009 года на 5 — 10 % цен для групп населения, потребляющих большие объёмы газа — в связи с изменением структуры потребления и, как следствие, к финансовому дисбалансу НАК «Нафтогаз Украины». Однако Ю. Тимошенко решительно выступала против дальнейших попыток президента повысить тарифы на газ для населения. 11 июня 2009 года, после совещания по вопросам финансовой ситуации в НАК «Нафтогаз Украины», на котором было принято решение повысить тарифы на газ, премьер-министр Украины Юлия Тимошенко заявила: «Я категорически возражаю против повышения цены на газ для людей. Я взяла обязательство, что в течение этого года цена на газ для населения не изменится, и я буду своего слова придерживаться». Тарифы увеличены не были.
Переход к рыночному принципу формирования цен на газ стал первым крупным шагом к энергетической независимости Украины. Её дальнейшее укрепление напрямую зависит от развития начатого правительством Ю. Тимошенко курса на энергосбережение и диверсификацию источников энергоресурсов.

## Президентские выборы 2010 года
7 июня 2009 года Ю. Тимошенко официально заявила о желании баллотироваться на пост президента Украины. 12 сентября 2009 года большим концертом на Майдане Независимости в Киеве начался всеукраинский тур под названием «С Украиной в сердце» в поддержку будущего кандидата в президенты Ю. Тимошенко. К участию в туре были привлечены популярные украинские музыкальные исполнители.
24 октября 2009 года делегаты IX съезда Всеукраинского объединения «Батькивщина», который проходил на Майдане Независимости, единогласно проголосовали за выдвижение кандидатом в президенты Юлии Тимошенко. При этом присутствовали около 200 тысяч граждан. 31 октября 2009 года Центральная избирательная комиссия приняла решение зарегистрировать Юлию Тимошенко кандидатом на пост президента Украины.
В первом туре 17 января 2010 года с результатом 25,05 % голосов избирателей она заняла второе место (первое место занял Виктор Янукович 35,32 % голосов).
За четыре дня до второго тура, 3 февраля 2010 года, депутаты Верховной рады — члены фракций Партии регионов, Компартии, блока «Наша Украина — Народная самооборона» и внефракционные — на специально созванной внеочередной сессии парламента приняли изменения в закон о выборах президента, касающиеся принципов формирования и организации работы избирательных комиссий. БЮТ заявил, что эти изменения создают предпосылки для масштабной фальсификации выборов. Юлия Тимошенко призвала президента наложить вето на принятый закон. С таким же призывом обратилась к В. Ющенко и бывшая содокладчик Мониторингового комитета Парламентской Ассамблеи Совета Европы по Украине Ханне Северинсен. В её обращении отмечалось, что «Партия регионов снова, как и в 2004 году, пытается создать условия для фальсификации выборов». Несмотря на это, президент Ющенко подписал закон. Это вызвало международную критику, в частности, со стороны Совета Европы и Хельсинкской Комиссии при Конгрессе США. Комитет избирателей Украины заявил, что в изменениях в закон о выборах «заложены самые большие угрозы демократичности при проведении второго тура». Перед вторым туром выборов Ющенко заявил о целесообразности голосовать против обоих кандидатов. Тимошенко заявила, что это «грубая, циничная технология, которая, по сути, является предательством Украины».
Во втором туре 7 февраля 2010 года Тимошенко получила поддержку 45,47 % населения, в то время как её соперника Виктора Януковича поддержали 48,95 % избирателей. Тимошенко победила в 17 (из 27) регионах Украины: в западных, центральных, северных областях и в г. Киеве.
После оглашения ЦИК Украины окончательного протокола, который признал Виктора Януковича избранным президентом, Юлия Тимошенко обратилась в Высший административный суд Украины с требованием признать выборы сфальсифицированными — в своём иске Тимошенко изложила такие претензии:
- в выборах приняли участие «300 тысяч избирателей, которых не было в „Реестре избирателей Украины“»;
- 1,3 млн человек проголосовало на дому (в основном — без предоставления медицинских справок);
- пересчёт голосов выявил на отдельных участках до 5-10 % «приписок» в пользу В. Януковича;
- сторонники кандидата Януковича организовали «подвоз избирателей к избирательным участкам»[290] с агитацией в автобусах и маршрутках, но агитация была запрещена. Также в день выборов по всей Украине была снята агитация Тимошенко, но продолжали висеть агитационные плакаты Януковича[291][292].

Юлия Тимошенко требовала:
- провести перерасчёт в нескольких областях (в том числе в Донецкой области и Крыму);
- расследовать причины появления «300 тысяч избирателей сверх Реестра избирателей Украины» и выборочно расследовать случаи массового голосования на дому.

Высший административный суд Украины не принял к рассмотрению требования Ю. Тимошенко о реестре, расследовании и пересчёте голосов, ссылаясь на новую редакцию Закона о выборах (которая была принята за три дня до дня голосования). Тимошенко отозвала свой иск, заявив:

Пусть лучше не будет никакого решения суда, чем заведомо сфальсифицированное. Будущий справедливый суд примет правильное решение по этим выборам. Я и моя политическая сила — никогда не признают этих выборов; и не признают Януковича избранным президентом Украины.

22 февраля 2010 года в телеобращении к гражданам Юлия Тимошенко заявила, что считает президентские выборы сфальсифицированными и не признаёт их результатов.

### Отставка правительства Тимошенко
Правительство Тимошенко опиралось на большинство в парламенте, полученное по результатам выборов-2007 блоками БЮТ и НУНС. Но ещё осенью 2008 года из правящей коалиции вышла группа «За Украину!» (входившая во фракцию НУНС), а в марте 2010 года из коалиции вышел «блок Литвина» и большинство депутатов НУНС.
3 марта 2010 года Верховная рада Украины большинством голосов выразила недоверие правительству Юлии Тимошенко, что согласно ст. 115 Конституции Украины (в редакции от 8 декабря 2004 года) влекло его отставку. За решение проголосовало 243 народных депутата (в том числе семь от БЮТ). Уже в статусе и. о. премьера Тимошенко в тот же день ушла в отпуск, обязанности главы правительства до назначения нового премьера исполнял и. о. первого вице-премьера Александр Турчинов.
9 марта 2010 года фракции Партии регионов, Блока Литвина и КПУ при поддержке депутатов, ориентированных на экс-президента Ющенко, внесли изменения в закон «О Регламенте Верховной Рады Украины», которые позволяют формировать коалицию с участием депутатов-перебежчиков. На следующий день закон подписал новый президент. На основе изменённого регламента 11 марта 2010 года из фракций ПР, КПУ, Блока Литвина и депутатов-перебежчиков была создана коалиция «Стабильность и реформы». В тот же день коалиция проголосовала за освобождение Юлии Тимошенко от должности и. о. премьер-министра и прекращение полномочий её правительства и сформировала новый Кабинет министров во главе с Николаем Азаровым.
БЮТ обжаловал изменения в закон о Регламенте Верховной Рады в Конституционном Суде. Однако КС не дал ответа о конституционности или неконституционности положений закона о Регламенте ВР; вместо этого 6 апреля 2010 года он принял решение по представлению депутатов от Партии регионов (обнародовано 8 апреля 2010), которым разрешил привлекать отдельных депутатов при формировании коалиции.
8 апреля 2010 года Юлия Тимошенко опубликовала заявление, в котором обвинила КС в «совершении преступления».

## Политическое преследование во время президентства Виктора Януковича

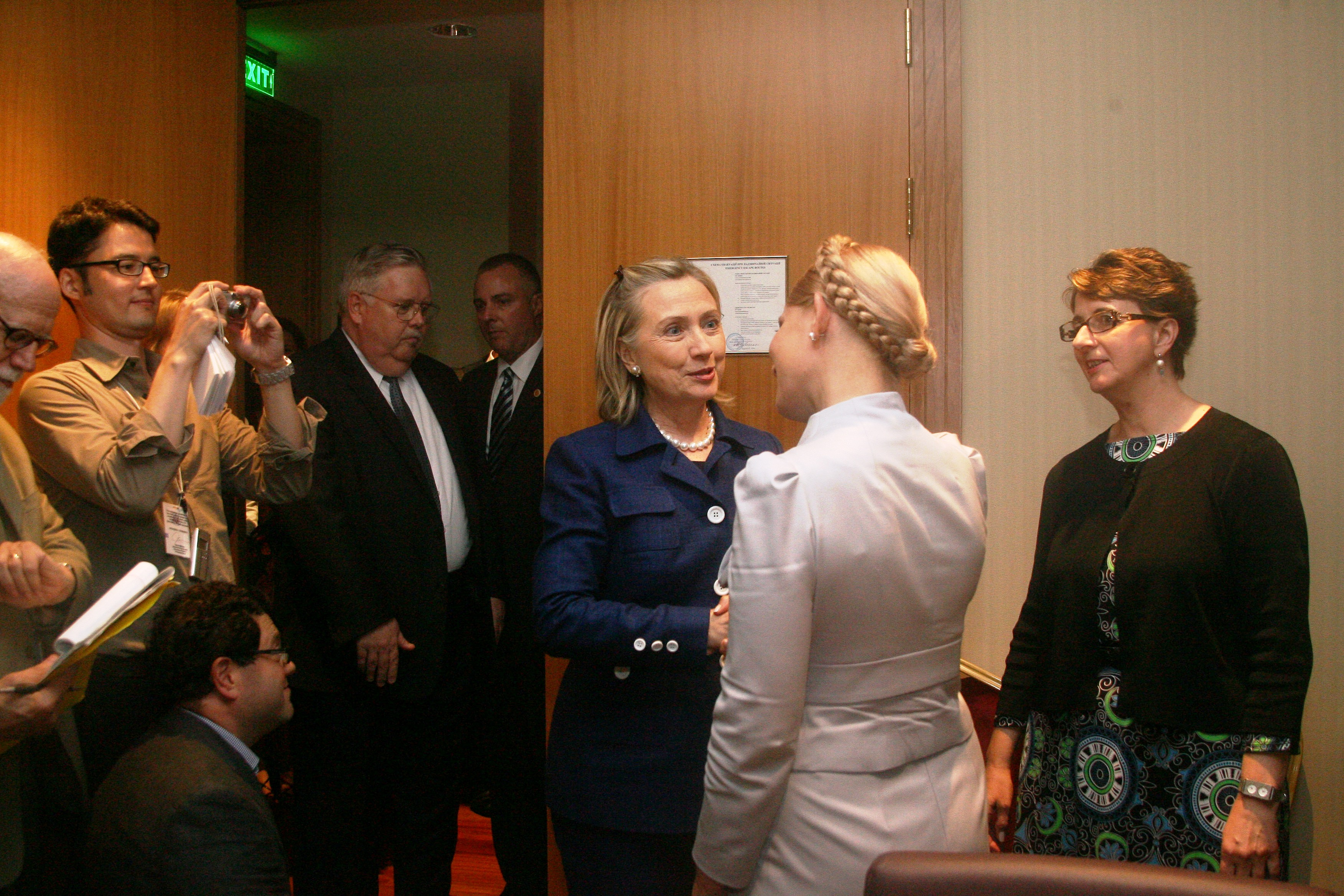
Тимошенко и Хиллари Клинтон, 2 июня 2010 года

Начиная с мая 2010 года, был открыт ряд дел против Юлии Тимошенко; наиболее известны дела: по Киотским деньгам; по автомобилям для сельской медицины; по «газовому договору с Россией от 19.01.2009».
Также с мая 2010 года открыто уголовные дела против соратников Тимошенко, против должностных лиц «Второго правительства Тимошенко» (некоторые из них находятся в СИЗО по 8-14 месяцев); в основном им предъявлено обвинение в превышении служебных полномочий
28 апреля 2010 года премьер-министр Украины Азаров заявил, что действия правительства Тимошенко нанесли ущерб государству в 100 млрд гривен, в связи с чем Тимошенко и должностные лица должны понести уголовную ответственность. 12 мая 2010 года Юлии Тимошенко в Генпрокуратуре Украины вручили постановление о возбуждении в отношении неё уголовного дела по обвинению в попытке дачи взятки судьям (именно в «попытке», а не относительно «факта взятки») в 2003—2004 годах, хотя это дело уже было закрыто ещё в 2004 году, при президенте Кучме. Тогда же правоохранительные органы возбудили ряд уголовных дел против соратников Юлии Тимошенко, в том числе в отношении должностных лиц. В основном их обвиняли в превышении служебных полномочий.
После местных выборов, прошедших 30 сентября 2010 года, Контрольно-ревизионное управление окончило аудит Кабмина Тимошенко. На основании аудита, к которому были подключены фирмы из США (однако посольство США отмежевалось от этих фирм), было объявлено о 43 млрд гривен «злоупотреблений». Затем, через месяц, эта сумма сократилась более чем в десять раз до 320 млн евро, и оказалась не хищениями, а нецелевым использованием средств, полученных в рамках Киотского протокола. По правилам «Киотского протокола» эти деньги следовало истратить на высадку лесов, однако деньги были направлены в Пенсионный Фонд Украины. После этого дело было переквалифицировано как нецелевое использование средств.
По приобретению медицинских автомобилей «Opel Combo» аудиторские компании «Covington & Burling» и «BDO USA» установили, что все операции были вполне законными и прозрачными.

## Самые известные уголовные дела против Юлии Тимошенко
2 декабря 2010 года Тимошенко была вызвана на первый допрос о «киотских деньгах». Генпрокуратура обвинила Тимошенко в использовании средств, полученных по Киотскому протоколу, на выплату пенсий населению в кризисном 2009 году. 30 декабря 2010 года её допрашивали в течение 12 часов.
Второе известное дело — дело по закупке автомобилей для медицинской помощи в сельской местности. Генпрокуратура увидела нарушения в том, что тысяча автомобилей была приобретена в кредит (с оплатой в 2010 году) и их приобретение не было предусмотрено в бюджете-2009. Впоследствии, в 2010 году, по результатам аудита Счётной палаты Украины было доказано, что приобретение этих автомобилей было предусмотрено Государственным бюджетом, Бюджетным кодексом и законом «О государственных целевых программах».
30 декабря 2010 Госдепартамент США сообщил украинскому правительству о своей обеспокоенности, и указал на то, что «преследование не должно быть выборочным или политически мотивированным».
13 января 2011 года Чехия предоставила политическое убежище экс-министру экономики Богдану Данилишину.

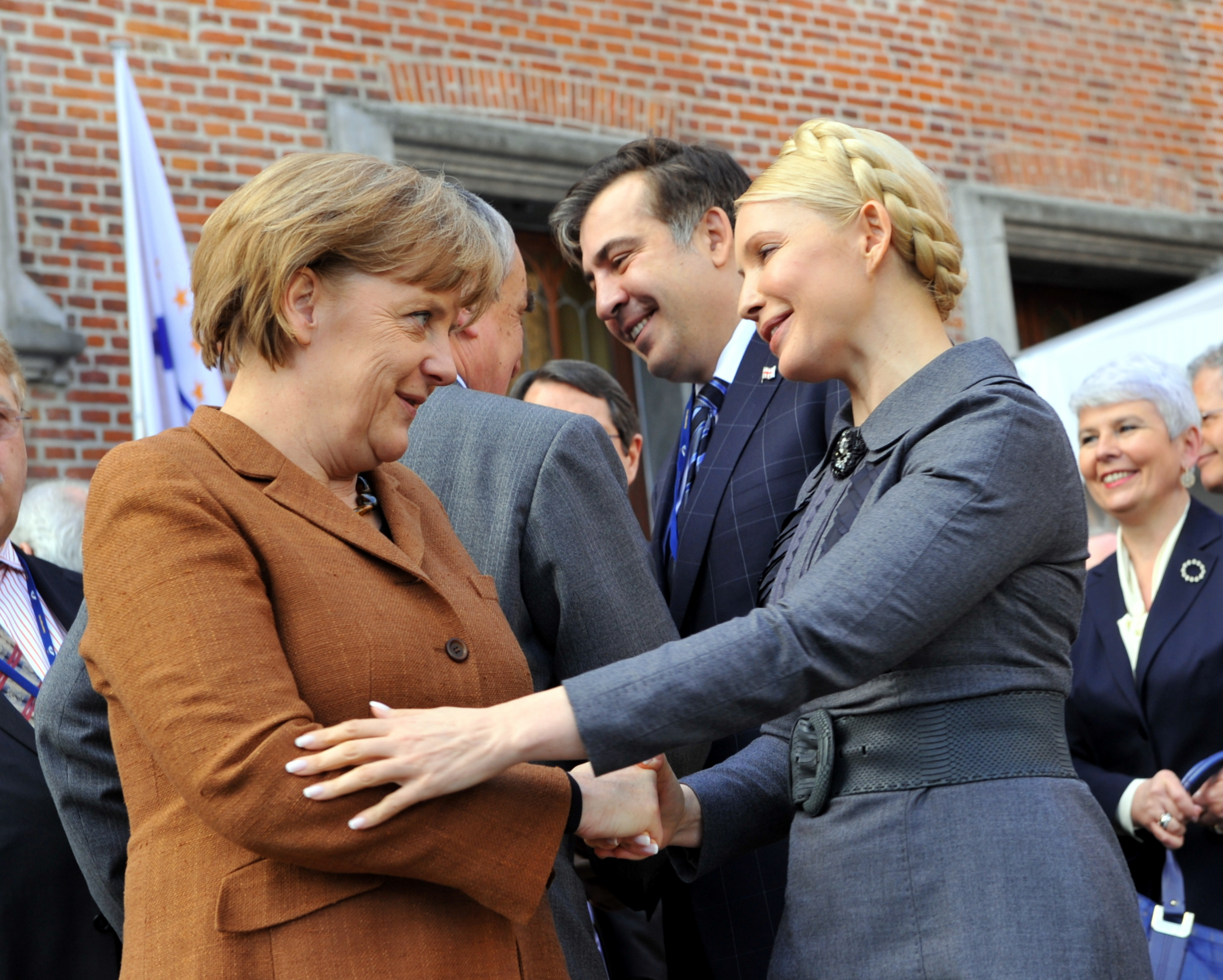
Юлия Тимошенко и Ангела Меркель на саммите «Европейской народной партии» 24 марта 2011 года

В середине 2011 уголовные дела о «киотских деньгах» и автомобилях медицинской помощи были приостановлены после того, как крупные американские аудиторские компании «BDOUSA» и «Covington & Burling» исследовали эти дела и заявили, что они «не стоят бумаги, на которой написаны». В совместном заявлении этих компаний отмечается, что обвинения против бывшего премьер-министра «выглядят политическими по своей природе, так как не существует фактов, которые бы их подтверждали». Американские эксперты утверждали, что правительство Тимошенко вообще не тратило «киотских денег», а все операции по приобретению автомобилей «Опель-Комбо» были законными. 7 августа 2014 года председатель Государственной казначейской службы Татьяна Слюз подтвердила, что правительство Тимошенко никогда не тратило «киотских денег», они находились на спецсчетах и в 2010 году были переданы правительству Януковича.
Несмотря на громкие обвинения, политическая популярность Тимошенко оставалась на высоком уровне. По результатам соцопроса, проведённого в декабре 2013 года, Тимошенко сохранила самый высокий рейтинг среди оппозиционных лидеров, и почти каждый третий украинец (31,6 %) считает лидером оппозиции отбывающую наказание экс-премьера Юлию Тимошенко.
По результатам социологических опросов в России Тимошенко признана «иностранным политиком, которого наиболее часто упоминали российские СМИ в 2012 году», а на Украине её назвали «наилучшим премьер-министром Украины» (опрос в декабре 2012: Тимошенко — 19,5 %, Янукович — 11,4 %, Азаров — 8,6 %, Кучма — 5,6 %, Ющенко — 3,9 %).

### Уголовное дело относительно «газовых соглашений»
17 марта 2011 года, по инициативе «Партии регионов», в Верховной раде была создана временная следственная комиссия по расследованию обстоятельств подписания в 2009 году газовых соглашений между компаниями «Нафтогаз Украины» и «Газпром». 11 апреля 2011 года Ренат Кузьмин заявил о возбуждении нового дела «за превышение власти и служебных полномочий при заключении газовых соглашений с Россией в 2009 году». По мнению же Тимошенко и её соратников, её судят за то, что по договорённости с Россией на тех переговорах был устранён посредник в торговле газом — компания Дмитрия Фирташа РосУкрЭнерго.
24 июня 2011 года в Печерском районном суде Киева начался суд по этому делу.
ЕС, США и международные организации заявили, что судебный процесс был политически мотивированным, назвали этот приговор «избирательным преследованием политических оппонентов» и предупредили, что это может помешать украинской интеграции в Европейский союз. Премьер Канады Стивен Харпер призвал Януковича «уважать независимость судебной власти, прекратить преследование представителей оппозиции и провести действительно свободные и справедливые выборы».
Но несмотря на это, 5 августа 2011 года Печерский суд принял решение об аресте Тимошенко в зале суда; за то, что она, по мнению судьи, «препятствовала допросу свидетелей» — имеется в виду полемика Тимошенко с премьер-министром Азаровым во время его допроса. Тимошенко задала Азарову множество вопросов о его «коррупционных связях с РосУкрЭнерго» и о бизнесе сына Азарова.
В первые часы нахождения в СИЗО Тимошенко написала заявление, что она опасается за свою жизнь и заявляет, что «никогда не покончит жизнь самоубийством» и её тюремщикам «не стоит проделывать с ней трюки как с Кирпой и (министром милиции) Кравченко».
По факту ареста в тот же день сделали заявления:
- Большинство оппозиционных политиков Украины (кроме Ющенко и Тягнибока) — резко высказались против ареста Тимошенко.
- Партия Батькивщина объявила о бессрочных акциях протеста — и установила на Крещатике «палаточный городок» (20 палаток).
- Организация предпринимателей малого и среднего бизнеса «Общее дело» (организаторы массовых выступлений «Налогового Майдана-2010») — объявили мобилизацию сторонников и проведение общего митинга[345].
- «Всемирный конгресс украинцев» призвал немедленно освободить экс-премьер-министра Тимошенко[346].
- «Freedom House» потребовала немедленно освободить Тимошенко[347].
- От имени ЕС заявления сделали вице-президент Еврокомиссии Кэтрин Эштон и еврокомиссар по вопросам Европейской политики соседства Штефан Фюле: «Мы чрезвычайно обеспокоены сообщениями о сегодняшних событиях в Печерском суде, завершившихся арестом Юлии Тимошенко»[348].
- МИД России через несколько часов после ареста Тимошенко заявило, что «все „газовые“ соглашения 2009 года заключались в строгом соответствии с национальным законодательством двух Государств и Международным правом, и на их подписание были получены необходимые указания Президентов России и Украины».

17 августа 2011 года экс-президент Украины Виктор Ющенко предложил суду вызвать в качестве свидетелей главу «Газпрома» Алексея Миллера и российского премьер-министра Владимира Путина. Представитель обвинения по «газовому» делу в отношении экс-премьера прокурор Михаил Шорин заявил, что не видит в этом необходимости.
11 октября 2011 года Печерский районный суд города Киева признал Тимошенко виновной в превышении служебных полномочий премьер-министра Украины. По мнению суда, Тимошенко превысила свои полномочия премьер-министра тем, что после переговоров 19 января 2009 года с премьер-министром России Путиным распорядилась о заключении украино-российских договоров о поставках и транзите газа, что, по мнению суда, привело к убыткам государства в лице «Нафтогаза» в размере 189,5 млн долларов. Суд приговорил Юлию Тимошенко к 7 годам заключения, лишил права занимать определённые должности в государственной власти на 3 года после отбытия основного наказания, а также обязал возместить ущерб в 189 млн долларов «Нафтогазу».
По мнению Юлии Тимошенко и её соратников, а также ряда лидеров демократических стран её приговорили в том числе за то, что по договорённости с Россией на тех переговорах был устранён украинский посредник в торговле газом — зарегистрированная в Швейцарии компания РосУкрЭнерго. Также политические эксперты отмечают, что Ю. Тимошенко была осуждена по указанию В. Януковича с целью устранения её как главного конкурента от участия в президентских выборах-2015.

### Митинг в день приговора, 11 октября 2011
В день оглашения приговора возле Печерского суда было рекордное количество милиции. В заявлении Министерства внутренних дел Украины сообщалось о 4,5 тысячах человек, из которых 3,5 тысячи составляли бойцы подразделений спецназначения: части спецподразделения «Беркут» Киева и Киевской области, внутренние войска Министерства внутренних дел Украины. В полной готовности были два специальных бронированных автомобиля с водомётами. На улице Крещатик и соседних улицах находились 90 автобусов с сотрудниками МВД. Вокруг Киева и других крупных городов были установлены посты автоинспекции, которые не пропускали автобусы с митингующими в Киев. Возле Печерского суда произошли столкновения сторонников Тимошенко с милицией.
13 декабря 2011 года стало известно, что представителю «Нафтогаза» в Печерском райсуде Киева было официально запрещено отказываться от иска к Юлии Тимошенко. Об этом рассказал бывший представитель гражданского истца, который первым представлял «Нафтогаз» в Печерском суде и позже был заменён. Он также подчеркнул незаконность возбуждённого дела против Тимошенко и отсутствие заявленной суммы иска, которую «Нафтогаз» предъявил Тимошенко, в бухгалтерской документации НАКа.
14 октября 2011 года пресс-секретарь премьер-министра России Дмитрий Песков заявил: «Мы никогда не поддерживали Киев в преследовании Тимошенко и особенно — в привязке этих уголовных дел к контрактам между Газпромом и Нафтогазом. Мы не раз давали это понять украинским властям, причём по всем каналам».
Согласно Уголовному-процессуальному кодексу, Высший специализированный суд Украины обязан на основании решения ЕСПЧ передать заявление Ю. Тимошенко о пересмотре приговора по «газовому» делу в Верховный Суд Украины, однако после длительного и необоснованного промедления дважды отказался это делать.
Рассмотрение в ЕСПЧ жалобы Ю. Тимошенко о нарушении Украиной ст. 6 Европейской Конвенции (право на справедливый суд) и ст. 8 ЕК (права на приватность информации) продолжается.

### Возобновление на Украине уголовного «дела ЕЭСУ»
После осуждения Юлии Тимошенко по «газовому» делу стали появляться новые уголовные дела против неё. В октябре 2011 года был возбуждён ряд дел, связанных с её деятельностью на посту руководителя ЕЭСУ. Защитники экс-премьера отмечали, что дела по ЕЭСУ были закрыты ещё в 2005 Верховным Судом Украины за отсутствием состава преступления, а также на том, что истёк срок давности по этим делам. Впоследствии уголовные дела против Тимошенко по ЕЭСУ были объединены в одно производство.
Комиссия, созданная Партией регионов и коммунистами, направила запросы в Генпрокуратуру России и в Минобороны России с просьбой подтвердить наличие долгов ЕЭСУ. 10 июня 2011 года поступил ответ от министра обороны России с подтверждением долгов ЕЭСУ и требованием возврата долга в размере 405.5 млн долларов. Однако премьер-министр Азаров категорически отверг возможность возврата «долгов ЕЭСУ», но, в то же время, на основании указанного письма СБУ возбудила уголовное дело по факту долгов ЕЭСУ.
12 октября 2011 года генпрокуратура Украины возобновила «дело ЕЭСУ» против экс-премьера, на том основании, что 11 октября 2011 года Тимошенко была осуждена «за договор с Россией о поставках и транзите газа». 14 октября 2011 года по «делу ЕЭСУ» высказался начальник Главного управления международного военного сотрудничества Минобороны РФ в 1996—2001 годах Леонид Ивашов, который сказал, что Россия давно закрыла дело против Юлии Тимошенко: «Новое дело — это надувательство. Россия, по сути, простила Украине этот долг ради более высоких стратегических целей».
В России по «делу ЕЭСУ и Минобороны» о поставках с Украины стройматериалов и мебели в 1996—1997 годах в счёт погашения долгов Украины за газ были открыты уголовные дела на семерых чиновников, но как в России, так и на Украине осуждён был только генерал-полковник Георгий Олейник, который через три месяца был амнистирован, а через год — полностью реабилитирован Верховным Судом России «в связи с отсутствием состава преступления» по делу ЕЭСУ. Но в 2003 году Олейник был осуждён по делу о валютных облигациях, не связанному с ЕЭСУ, и пробыл в заключении три года.
Что касается причин срыва контрактов с ЕЭСУ, то Георгий Олейник свидетельствовал, что существовало три договора о поставках стройматериалов между ЕЭСУ и Минобороны России (в 1996—1997 годах, на 300, 250, 200 млн дол.) — первый договор ЕЭСУ выполнила в 1996 году; второй выполнила наполовину, третий не выполнила вовсе. Причиной срыва поставок Олейник назвал то, что в середине 1998 года Правительство Украины отобрало у ЕЭСУ лицензию на внешнеэкономическую деятельность, и, таким образом, ЕЭСУ не имели права поставлять стройматериалы в Россию. Защитники Тимошенко отметили, что дела ЕЭСУ были закрыты ещё в 2005 году Верховным Судом Украины в связи с отсутствием состава преступления, а также то, что истёк срок давности по этим делам. Впоследствии уголовные дела против Тимошенко по ЕЭСУ были объединены в одно производство.
8 декабря Тимошенко судили в помещении медсанчасти СИЗО в течение 12 часов (по «делу ЕЭСУ 1996 г.»), во время суда она лежала в постели, ей кололи обезболивающее. Суд постановил ещё раз арестовать уже заключённую Тимошенко. Послы США, ЕС и 24 стран-членов Евросоюза организовали встречу с омбудсменом Карпачевой, где высказались, что данный суд «не соответствует международным нормам судопроизводства» и является нарушением Европейской конвенции по правам человека.
От 19 апреля 2012 судебные заседания по делу ЕЭСУ много раз переносились из-за отсутствия подсудимой.
28 февраля 2014 Киевский районный суд Харькова закрыл производство по уголовному делу по ЕЭСУ в связи с отказом прокурора от обвинения (за отсутствием состава преступления).
23 мая 2014 в телепрограмме «ШустерLive» бывший первый заместитель Генерального прокурора Украины Ренат Кузьмин заявил об отсутствии данных о том, что Тимошенко отказывалась являться в суд; кроме того, по его словам, в материалах дела имеется заявление Тимошенко о её желании участвовать в судебных заседаниях.
После отстранения Януковича материалы уголовных дел Тимошенко были похищены из дома экс-генпрокурора Виктора Пшонки представителями «Правого сектора», в дальнейшем их обнаружили в Печерском районном отделении МВД в Киеве, куда они были доставлены после выселения «Правого сектора» из гостиницы «Днепр».

## Мировая реакция на заключение Тимошенко
С острой критикой приговора Юлии Тимошенко по «газовому» делу выступили Европейский союз, США, Германия, Великобритания, Франция, Италия, Канада, Швеция, Польша, Чехия, Венгрия, Литва, Эстония, Совет Европы, Европейская народная партия (ЕНП), правозащитные организации Amnesty International, HumanRightsWatch, Freedom House, американская Хельсинкская комиссия. Западные страны и институты выражали серьёзную обеспокоенность, заявляли о политически мотивированном преследовании Юлии Тимошенко и требовали её освобождения. Во многих заявлениях подчёркивалось, что подписание Соглашения об ассоциации Украины с ЕС невозможно в условиях заключения Тимошенко и судебных процессов против её соратников.
Пресс-служба Генерального Секретаря ООН Пан Ги Муна сообщила, что он глубоко обеспокоен по поводу судебного процесса над бывшим премьер-министром Украины Юлией Тимошенко. Недовольство «политически мотивированным приговором Тимошенко» выразили представители ПАСЕ, президент Европарламента Ежи Бузек, сенаторы США Джон Маккейн и Джо Либерман.
МИД России, комментируя приговор, заявил, что Печерский суд по сути дела осудил Тимошенко «за действующие и никем не отменённые юридически обязывающие соглашения между „Газпромом“ и „Нафтогазом Украины“». Премьер-министр Путин заявил, что договоры, за которые судили Тимошенко, были подписаны в полном соответствии с законодательством Украины и России; и он «не очень понимает, за что ей дали эти семь лет».
Евросоюз заявил, что приговор Тимошенко является несправедливым и политически мотивированным. Администрация президента США призвала «освободить Юлию Тимошенко и других политических лидеров и бывших правительственных чиновников». Аналогичные заявления сделали Германия, Великобритания, Франция, Италия, Канада, Швеция, Польша, Чехия, Венгрия…; в своих заявлениях они подчёркивали, что подписание Договора об ассоциации Украины и ЕС невозможно в условиях «политически мотивированного приговора лидеру оппозиции Тимошенко и судебных процессов над её соратниками». По этой же причине 18 октября 2011 года руководители ЕС Жозе Баррозу и Херман Ромпёй приняли решение отложить встречу с президентом Януковичем в Брюсселе.
Антикоррупционная организация «Transparency international» заявила, что украинская власть должна продемонстрировать уголовную суть «дела Тимошенко», если хочет избежать упрёков в политических преследованиях. Аналогичное мнение было заявлено правозащитными организациями Amnesty International и Human Rights Watch.
В ответ на упрёки президент Янукович заявил, что приговор Тимошенко «это досадный случай, который препятствует украинской евроинтеграции».
В течение всего времени пребывания Тимошенко в заключении западные лидеры ставили под сомнение беспристрастность и законность приговора и призывали власти Украины освободить экс-премьера.
В мае 2012 года председатель Европейского парламента Мартин Шульц договорился с Премьер-министр Украины Николаем Азаровым о создании специальной Мониторинговой миссии Европарламента под руководством Пэта Кокса и Александра Квасьневского по наблюдению за рассмотрением дел Юлии Тимошенко и бывшего министра внутренних дел Юрия Луценко. Миссия действовала с июня 2012 года до ноября 2013 года.
В 2011—2013 годах Датский Хельсинкский Комитет обнародовал четыре отчёта по результатам ряда визитов, интервью и исследований юридических документов по уголовным делам против Тимошенко. Комитет пришёл к выводу, что её преследование является политически мотивированным.
Правозащитная организация FreedomHouse неоднократно призывала украинскую власть освободить Юлию Тимошенко, заявляла о возможности применения Соединёнными Штатами санкций против украинских чиновников и просила Евросоюз не подписывать с Украиной Соглашение об ассоциации, пока оппозиционеры находятся за решёткой.
В течение 2012—2013 годов официальные лица Парламентской ассамблеи Совета Европы (ПАСЕ) заявляли о том, что Юлия Тимошенко является политическим заключённым. 28 июня 2013 года ПАСЕ одобрила доклад Питера Омтцигта, в котором украинский экс-премьер была официально признана политзаключённой. 6 февраля 2014 года об этом было сказано и в резолюции Европарламента о ситуации на Украине.

### Апелляция
29 августа 2012 года Высший специализированный суд Украины отклонил жалобу адвокатов Тимошенко, просивших признать незаконным приговоры Печерского и Апелляционного судов. 6 сентября 2013 года Высший специализированный суд Украины отказался пересматривать приговор в связи с решением Европейского суда по правам человека. Решение мотивировано тем, что ЕСПЧ рассматривал законность ареста Тимошенко во время судебного процесса, а не законность приговора суда в целом.
1 декабря 2011 года Апелляционный суд города Киева начал рассмотрение апелляции по «газовому делу Тимошенко». Тимошенко из-за болезни не смогла присутствовать как на этом, так и на последующих заседаниях. После суда судью Елену Ситайло увезла карета скорой помощи. Непосредственно перед рассмотрением апелляции состав коллегии судей был полностью заменён: председательствующую судью назначили за день до первого заседания, других судей — за несколько дней до начала рассмотрения апелляции по существу. Таким образом, судьи не имели времени на изучение материалов дела (только апелляционная жалоба занимала 84 страницы). Защита назвала суд «фарсом» и бойкотировала заключительное заседание.
23 декабря 2011 Апелляционный суд Киева оставил приговор Печерского районного суда без изменения, апелляционную жалобу — без удовлетворения; приговор вступил в законную силу. 30 декабря 2011 года Ю. Тимошенко была переведена в Качановскую исправительную колонию № 54 в Харькове.
Решение Апелляционного суда вызвало негативную реакцию в мире, в частности со стороны Европарламента, Европейской комиссии, внешнеполитических ведомств Франции, США и Канады, Европейской народной партии, Всемирного конгресса Украинцев.

### Кассация
26 января 2012 г. защита Тимошенко подала в Высший специализированный суд Украины по рассмотрению гражданских и уголовных дел кассационную жалобу на приговор по «газовому» делу и только 16 августа 2012 года коллегия судей приступила к рассмотрению кассации. На судебных заседаниях присутствовали члены миссии Европарламента Пэт Кокс и Александр Квасьневский, дипломаты, депутаты парламента и журналисты. 20 августа 2012 суд завершил слушания и удалился в совещательную комнату. Оглашение решения состоялось 29 августа на следующий день после публичного слушания в Европейском суде по правам человека (ЕСПЧ) дела «Тимошенко против Украины» (по заявлению о незаконности ареста экс-премьера и содержания её под стражей). В постановлении Высшего специализированного суда Украины отмечалось, что кассационная жалоба защиты Юлии Тимошенко на приговор по «газовому» делу удовлетворению не подлежит.
В связи с этим Европейский союз, ПАСЕ, правительство США, Великобритании и Канады выразили разочарование принятым решением.

### Решение ЕСПЧ
10 августа 2011 защита Юлии Тимошенко обратилась в Европейский суд по правам человека со жалобой на незаконность ареста экс-премьера 5 августа 2011 года. 30 апреля 2013 года Европейский суд постановил, что содержание Тимошенко под стражей «было произвольным и незаконным», и что на самом деле она была лишена свободы не из тех причин, по которым обосновывался её арест, а, вероятно, по политическим мотивам.
Согласно Уголовному процессуальному кодексу, Высший специализированный суд Украины должен был на основании решения ЕСПЧ передать заявление Тимошенко о пересмотре приговора по «газовому» делу в Верховный Суд Украины, однако после длительного промедления дважды отказался это делать.
15 июля 2013 года ЕСПЧ сообщил о начале рассмотрения второго заявления Юлии Тимошенко, в частности, это касалось справедливости уголовного производства по «газовому» делу. В заявлении говорилось о нарушении права Тимошенко на справедливый суд и отражённого в Европейской конвенции по правам человека принципа «никакого наказания без закона»; отмечается, что уголовное дело было политически мотивированным и составило злоупотребления системой уголовного правосудия. Кроме того, Тимошенко заявила о незаконном обнародовании в сети Интернет (в частности, и на сайте Государственной пенитенциарной службы) и на телеканалах видеозаписей её пребывания в больнице, а также фальсифицированной аудиозаписи её телефонного разговора с мужем.

### Обвинения в организации убийства Евгения Щербаня
18 января 2013 года Генеральная прокуратура вручила Юлии Тимошенко сообщение о подозрении в причастности к организации убийства бизнесмена и народного депутата Евгения Щербаня в 1996 году.
Тимошенко опровергла обвинения и назвала их абсурдными. С 6 февраля 2013 года в Апелляционном суде Киева проводились допросы свидетелей по этому делу. Заседания проходили без участия Тимошенко. Государственная пенитенциарная служба сообщала, что экс-премьер отказывается ехать в суд. Однако защитники Тимошенко и она сама неоднократно это опровергали и заявляли, что на самом деле тюремщики сами не хотят её этапировать.
Новое уголовное дело западные страны расценили как продолжение «явно несправедливых и политически мотивированных судебных разбирательств против Тимошенко и других представителей оппозиции».
21 мая 2013 года следствие по делу об убийстве Щербаня было остановлено.

### Пребывание Тимошенко в заключении с 2011 по 2014 год
До ареста (5.08.2011) Тимошенко отличалась завидной работоспособностью и физической формой. Например, в мае 2011 папарацци опубликовали репортаж, как Тимошенко бегает кросс в воскресенье по 10 км (три круга вокруг рощи в своём дачном посёлке).
Через 13 дней после ареста адвокаты Тимошенко заявили о появлении на её теле синяков. По мнению соратников экс-премьера и некоторых экспертов, синяки были следствием отравления. Тимошенко и её защитники неоднократно требовали допустить к ней личного врача или медсестру, которые взяли кровь для анализа. Государственная пенитенциарная служба не позволяла независимым врачам взять у Тимошенко анализ крови в течение всего периода её заключения.
Омбудсмен Нина Карпачева (бывшая регионалка), побывав у Тимошенко, сказала, что состояние Тимошенко тяжёлое и «Тимошенко требует, требует и умоляет — взять у неё анализ крови».
6 декабря 2011 на съезде ЕНП в Марселе была принята резолюция по Украине с требованием: допустить к Тимошенко «комиссию врачей Евросоюза», в частности для взятия анализа крови. Дочь Юлии Тимошенко — Евгения на съезде ЕНП сказала, что власти уже более 4 месяцев отказывают Тимошенко в анализе крови, «Боюсь, что эти пытки будут продолжаться, пока маму не убьют». После выступления Евгении зал аплодировал стоя.
Защитники экс-премьера заявляли о том, что её удерживают в холодной камере. В сентябре-октябре 2011 года Тимошенко тяжело переболела ангиной, неоднократно жаловалась на простудные заболевания, после чего её здоровье ещё больше ухудшилось. С конца октября Тимошенко уже не могла ходить из-за болей в позвоночнике. 23 ноября 2011 года Тимошенко наконец-то обследовали в «Киевской областной клинической больнице № 1». Магнитно-резонансная томография выявила у Тимошенко «межпозвоночную грыжу». Источники в больнице информировали о жестоком обращении с заключённым. Медработница больницы рассказала: «Она не могла идти. Два конвоира схватили её под руки и поволокли».
На встрече с президентом Польши Коморовским 28 ноября 2011 года президент Янукович заверил, что «Тимошенко будут лечить на уровне европейских стандартов» и пообещал внести изменения, декриминализировать статью, по которой осуждена Тимошенко. Однако на следующий день адвокат Сергей Власенко заявил, что в камере экс-премьера по-прежнему очень холодно, а медицинской помощи ей не предоставляют. По словам адвоката, у Тимошенко появились новые симптомы болезни: «головокружение, идёт кровь из носа, немеет левая рука». В ночь на 30 ноября 2011 года, перед визитом представителей Комитета Совета Европы по предупреждению пыток (КЗК), Тимошенко перевели из камеры в медсанчасть СИЗО. Однако и после этого соратники экс-премьера заявляли об отсутствии надлежащей медицинской помощи.
В резолюции Европейской народной партии, принятой на Конгрессе ЕНП 7 декабря 2011 года, содержалось требование, чтобы Юлия Тимошенко и члены её правительства, которые оказались в заключении, «получили необходимую им медицинскую помощь в соответствии с международными стандартами, в том числе, чтобы к ним была допущена команда врачей ЕС, которая смогла их осмотреть».
В то же время Государственная пенитенциарная служба и Министерство здравоохранения регулярно заявляли об удовлетворительном состоянии здоровья Тимошенко.

### Политический резонанс «болезни Тимошенко»
6-8 декабря 2011 года депутаты БЮТ заблокировали работу парламента Украины (парламент не работал три дня) с требованием освободить Тимошенко, над креслом спикера они повесили транспарант «Янукович, не убивай Юлю».
27 ноября 2011, в день рождения Тимошенко в Владимирском соборе Киева, и во всех церквях Киевского патриархата, в храмах греко-католиков и католиков Украины, прошли молебны за здоровье Юлии Тимошенко. На площади перед Лукьяновском СИЗО состоялся праздничный концерт популярных украинских артистов, на митинг пришли пять тысяч сторонников Тимошенко.
Все события вокруг Тимошенко имеют большой резонанс в политике Украины и Евросоюза. По социологическим опросам, на начало декабря 2011 «политическая сила Тимошенко» впервые обогнала по рейтингу (правда, всего лишь на 1 %) «Партию регионов» Януковича.
Европейский парламент (1.12.2011) и съезд Европейской народной партии (7.12.2011) — приняли резолюции по Украине, в которых сказано, что «условием ассоциации Евросоюза и Украины» являются: освобождение Тимошенко и предоставление ей возможности участия в предстоящих выборах.
Премьер-министр Канады обратился в БЮТ с предложением: предоставить для Тимошенко «лучших врачей Канады»; с аналогичным предложением обратился «комитет Евросоюза по вопросам предупреждения пыток».
2 октября 2012 года в газете «Коммерсантъ Украина» было опубликовано интервью председателя мониторингового комитета ПАСЕ Андреса Эркеля, в котором он высказал предположение, что Юлия Тимошенко является политическим узником.

### Пребывание в Качановской колонии
30 декабря 2011 Юлия Тимошенко привезли из Киевского СИЗО в Качановскую исправительную колонию № 54 в Харькове.
В феврале 2012 года Тимошенко была номинирована на Нобелевскую премию мира. По данным букмекеров, она вошла в тройку главных претендентов на эту награду (из 231 номинанта).
В апреле 2012 года Тимошенко посетили в колонии представители американской правозащитной организации FreedomHouse. Они выразили обеспокоенность по поводу состояния её здоровья и лечения.
24 апреля 2012 года парламентская фракция БЮТ, а потом и сама Тимошенко заявили, что во время принудительной перевозки в больницу её избили.
25 апреля 2012 года Тимошенко посетил «эксперт омбудсмена Украины» и составил «письменное заключение о побоях». 26 апреля 2012 года Тимошенко посетила омбудсмен Карпачёва, которая сфотографировала кровоподтёки от ударов на теле Тимошенко на левой руке и животе. В тот же день, в Киеве, омбудсмен Карпачёва продемонстрировала эти фотографии на встрече с послами 27 стран Европы. В знак протеста Тимошенко объявила голодовку. Это событие вызвало большой международный скандал. В октябре 2015 года Коминтерновский районный суд Харькова приговорил двух бывших сотрудников Качановской исправительной колонии к трём годам заключения за нанесение лёгких телесных повреждений Тимошенко в апреле 2012 года.

### Лечение в ЦКБ № 5 г. Харькова
15 марта 2012 года Европейский суд по правам человека вынес правительству Украины предписание «обеспечить получение Юлией Тимошенко адекватной медицинской помощи в соответствующей институции».
27 апреля 2012 года врачи берлинской клиники «Шарите» (Charité), которые обследовали Тимошенко в Качановской колонии, сообщили её диагноз: хроническая грыжа межпозвонкового диска. Немецкие специалисты заявили, что успешное лечение экс-премьера невозможно на Украине, где клиники не имеют необходимого оснащения и методики.
9 мая 2012 Юлию Тимошенко перевезли из Качановской колонии в центральную клиническую больницу № 5 в Харькове, где она находилась в условиях усиленного тюремного режима.
13 сентября 2012 Государственная пенитенциарная служба сообщила, что во время обыска в палате Тимошенко были обнаружены «запрещённые для оборота технические устройства». Экс-премьер заявила, что у неё изъяли дозиметры, которые четыре раза фиксировали превышение разрешённого уровня радиации.
Во второй половине 2012 года — первой половине 2013 года врачи из клиники «Шарите» настаивали на продолжении госпитализации Тимошенко, не исключали угрозы инвалидности и необходимости оперативного вмешательства.
После проведения клинического обследования немецкие специалисты пришли к выводу о необходимости операции. Об этом в начале июля 2013 года сообщила дочь экс-премьера Евгения Тимошенко. В октябре 2013 руководитель «Шарите» профессор Айнхойпль заявил, что оперативное вмешательство является единственным шансом Тимошенко на выздоровление.
Накануне Вильнюсского саммита Восточного партнёрства ЕС, состоявшегося в конце ноября 2013 года, вопрос о предоставлении Тимошенко возможности лечиться в Германии обсуждался как одно из условий подписания Украиной Соглашения об ассоциации и зоне свободной торговли с Евросоюзом.
Власти настаивали на законодательном урегулировании этого вопроса; в Верховной раде разрабатывались соответствующие законопроекты. 21 ноября 2013 года правительство Украины отказалось от подписания Соглашения с Евросоюзом и правящая большинство в парламенте не поддержала ни одного из семи предложенных законопроектов по лечению заключённых за рубежом.
Тимошенко призвала лидеров ЕС подписать Соглашение об ассоциации с Украиной, не выдвигая каких-либо условий, в том числе и о её освобождении, если Янукович всё же примет такое решение.
В апреле 2013 года Украинский Хельсинкский союз по правам человека, Львовский областной совет, Луцкий городской совет и Тернопольский городской совет обратились к Президенту Януковичу с ходатайствами об освобождении Юлии Тимошенко.
5 сентября 2013 года Комитет Совета Европы по предупреждению пыток опубликовал доклад по результатам визита к Юлии Тимошенко в декабре 2012 года. Выводы делегации Комитета подтвердили, что права Тимошенко были нарушены по нескольким статьям Европейской конвенции по правам человека, в частности по ст. 3 (запрет пыток) и ст. 8 (право на уважение частной и семейной жизни).
В докладе подчёркивалось, что «меры безопасности, которые применялись к Тимошенко, не могут считаться пропорциональными». В частности, в её палате постоянно присутствовали сотрудники пенитенциарной службы. Кроме этого, заключённая находилась под круглосуточным видеонаблюдением: в палате были обнаружены три видеокамеры и ещё «четыре другие, скрытые видео- и / или аудиозаписывающие устройства (в том числе в санитарном узле)», ещё по меньшей мере шесть видеокамер были установлены в коридоре, а также в помещениях для медицинских процедур.
Регулярно поднимался вопрос и о праве экс-премьера на свидания. Делегация КЗК подтвердила, что Тимошенко «испытывала серьёзные трудности в осуществлении своего права на свидания и телефонные звонки».
На протяжении всего периода пребывания Тимошенко в колонии и больнице она, по словам немецких врачей, защитников и посетителей, почти не могла передвигаться самостоятельно. В то же время вывозить её на свежий воздух не разрешалось. Взамен ей предлагали выйти на улицу без помощи и средств для передвижения. Так, в докладе КЗК отмечалось, что «Тимошенко не имела доступа к прогулкам … ни в колонии № 54, ни в клинической больнице № 5 в Харькове, поскольку ей не было предоставлено надлежащей помощи, когда она хотела совершать прогулки». По словам защитников заключённой, которая не могла ходить, тюремщики также предлагали самостоятельно добираться до телефона, который находился в другом помещении, и к автомобилю, чтобы добраться в суд.
Все события вокруг Тимошенко имели большой резонанс на Украине и в Евросоюзе. Даже во время её преследования в 2010—2013 годах тема Тимошенко являлась ежедневной темой украинских СМИ.
На парламентских выборах 2012 года, когда Тимошенко находилась в заключении, Объединённая оппозиция, выступавшая под брендом партии Батькивщина, получила 25,54 % голосов, заняв второе место.
В 2012 году Тимошенко провела две голодовки протеста (в мае — 20 дней; в ноябре, во время выборов — 18 дней, и из состояния голодовки её выводили ещё 17 дней). 25 ноября 2013 года после отказа Януковича подписать Соглашение об ассоциации c ЕС Тимошенко объявила бессрочную голодовку с требованием к Януковичу подписать договор с ЕС. «Если 29 числа ноября Янукович не подпишет соглашение об ассоциации, то сметите его с лица земли, вместе с его коррупционными метастазами», — заявила Тимошенко в письме к Евромайдану. Тимошенко прекратила голодовку протеста на 12-й день (вечером 6.12.2013) после того, как 5 декабря 2013 года многолюдный митинг Евромайдана обратился к ней с просьбой о прекращении голодовки.

### Освобождение

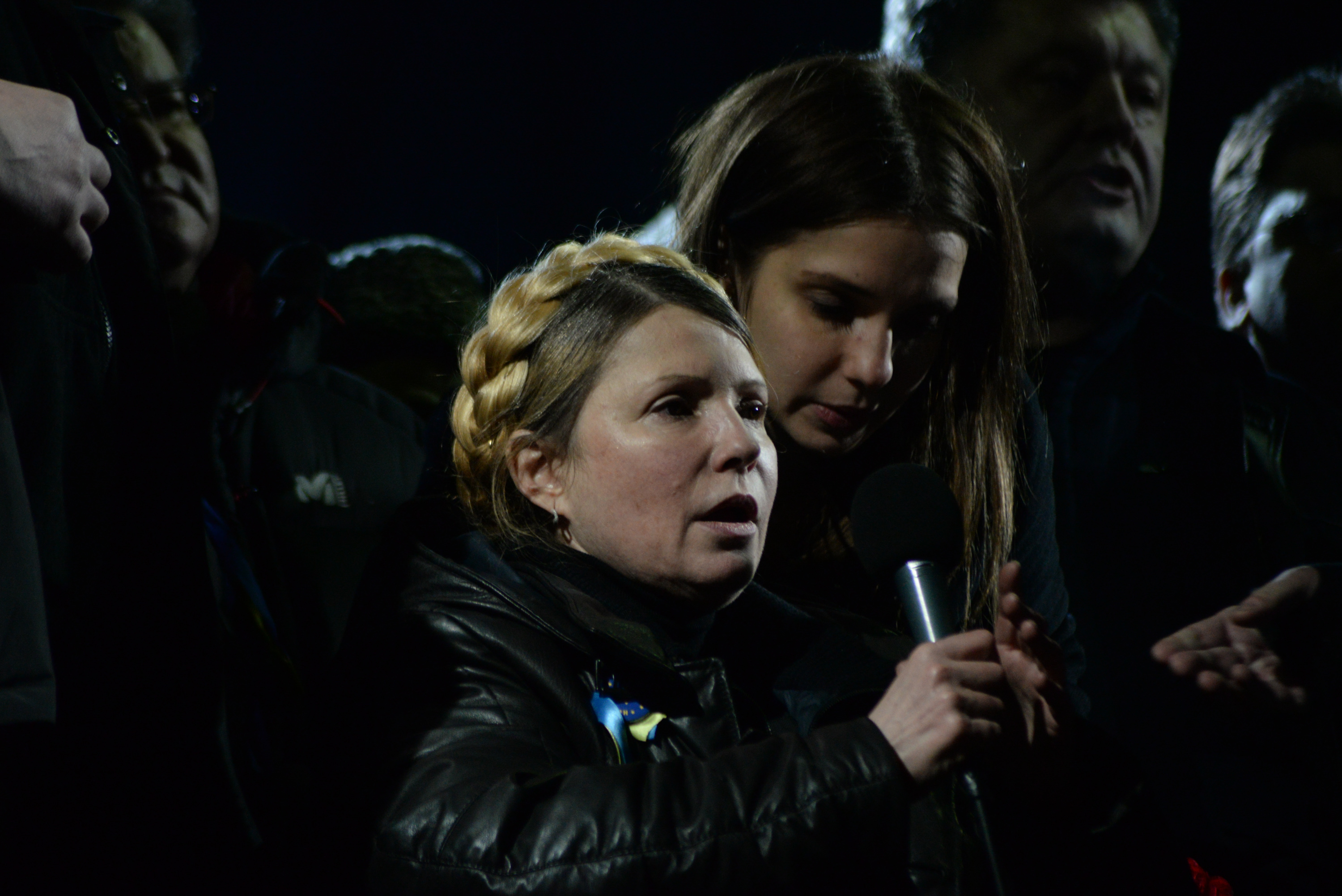
Выступление на Евромайдане.

После смены власти на Украине в феврале 2014 года 21 февраля 2014 года Верховная рада имплементировала в национальное законодательство положения статьи 19 Конвенции ООН против коррупции, в результате чего была декриминализирована статья, по которой осудили Юлию Тимошенко. 22 февраля Верховная Рада на основании решения Европейского суда по правам человека и Комитета министров Совета Европы приняла постановление «О выполнении международных обязательств Украины по освобождению Тимошенко Ю. В.». На основании этого постановления Тимошенко в тот же день смогла покинуть больницу в Харькове.
С освобождением Юлию Тимошенко поздравили правительство и государственные лидеры США, Канады, Германии, Венгрии, Литвы, ведущие политики Европейского союза и американские сенаторы.

### На свободе
Прилетев в Киев, Юлия Тимошенко прежде посетила улицу Грушевского, где почтила память первых погибших в противостоянии с милицейскими спецподразделениями. После этого она выступила на Майдане Независимости.
В первые дни после освобождения Тимошенко провела ряд встреч и телефонных переговоров с представителями ЕС, США, ОБСЕ.
6-7 марта она приняла участие в конгрессе Европейской народной партии в Дублине. Выступая на форуме, она призвала лидеров Евросоюза и стран Европы «вместе стать на защиту Украины».
По приглашению канцлера Германии Ангелы Меркель Юлия Тимошенко с 7 до 19 марта находилась на лечении в берлинской клинике «Шарите». 19 марта 2014 года вернулась в Киев.
В первые дни после завершения лечения Ю. Тимошенко пыталась выйти на связь со своими бывшими соратниками по партии, в частности Арсением Яценюком и Александром Турчиновым, но телефоны чиновников на звонки экс-премьера не отвечали. «Коммуникация была полностью утрачена. Власть нас разделила, — сказала Юлия Тимошенко».
Тимошенко инициировала создание оперативного штаба для наработки решений в ответ на угрозы национальной безопасности. К работе в штабе были приглашены группы специалистов в сфере безопасности, обороны и международной политики. В развитие этой инициативы 15 апреля 2014 года Тимошенко объявила о создании Национального движения сопротивления, призванного объединить усилия добровольных защитников страны: прежде всего, военных экспертов, бывших работников спецслужб, людей с опытом участия в боевых действиях. В мае 2014 года на базе Движения сопротивления были созданы два батальоны территориальной обороны: 34-й батальон «Батькивщина» и 42-й — «Движение сопротивления».

## Юридическая реабилитация
28 февраля 2014 года Киевский районный суд Харькова закрыл производство по уголовному делу о нарушениях в деятельности корпорации «Единые энергетические системы Украины»
в связи с отказом прокуроров от обвинения (за отсутствием состава преступления).
В тот же день Верховная рада приняла закон «О реабилитации лиц на выполнение решений Европейского суда по правам человека», согласно которому Тимошенко была реабилитирована и восстановлена во всех правах.
Бывший первый заместитель Генпрокурора Ренат Кузьмин в эфире программы Шустер Live признал, что «фактов получения … экс-премьер-министром (Юлией Тимошенко), денег или других материальных ценностей, или коррупционных действий обнаружено не было».
Заместитель Генерального прокурора Николай Голомша, который в 2003—2004 годах занимался уголовными делами, возбуждёнными против Юлии Тимошенко заявил, что оснований для возбуждения уголовных дел против Тимошенко не было.
14 апреля 2014 года Верховный суд Украины в ходе совместного заседания всех палат решением 42 из 48 судей закрыл «газовое» дело Юлии Тимошенко за отсутствием события преступления.
22 января 2015 года Европейский суд по правам человека опубликовал решение по второй жалобе Юлии Тимошенко и подтвердил нарушения статей 18 (пределы использования ограничений в отношении прав, политическая мотивация уголовного дела), статья 3 (запрещение пыток), статья 8 (право на уважение частной и семейной жизни), статья 10 (свобода выражения мысли) в сочетании со статьёй 18 Европейской конвенции о правах человека. Таким образом, ЕСПЧ признал политические преследования и пытки и поставил окончательную точку во всех уголовных делах, возбуждённых против Юлии Тимошенко.

## Дело Манафорта
По данным издания The Guardian, бывший политтехнолог «Партии регионов» и экс-глава предвыборного штаба президента США Дональда Трампа Пол Манафорт стоял за разработкой тайной медиа-стратегии, нацеленной против Юлии Тимошенко. Проект был создан в 2011 году с целью повышения рейтингов Януковича за рубежом.

## Президентские выборы 2014 года
После курса лечения в Германии Тимошенко сделала ряд заявлений, в том числе призвала сразу после выборов президента провести выборы в Верховную раду, которую назвала «гадюшником».
27 марта 2014 года на пресс-конференции в Киеве Юлия Тимошенко объявила, что намерена бороться за кресло президента Украины на выборах в мае 2014 года. 29 марта съезд ВО «Батькивщина», который состоялся на Софийской площади, выдвинул её кандидатуру на пост Президента Украины. 31 марта 2014 года ЦИК зарегистрировала Юлию Тимошенко кандидатом на пост президента Украины. В поданной при регистрации декларации о доходах за 2013 год она указала заработок в 180 тысяч гривен (будучи лидером партии «Батькивщина»), а также квартиру площадью 59,4 квадратных метра.
Ключевыми тезисами избирательной кампании Тимошенко были искоренение коррупции, борьба с олигархами, европейский путь развития Украины (в частности, подписание Соглашения об ассоциации с ЕС), противодействие российской агрессии и восстановления территориальной целостности Украины.
По итогам выборов Порошенко победил в первом туре, за Юлию Тимошенко, занявшую второе место, проголосовали 12,81 % (2 309 812) избирателей.
После выборов Тимошенко приступила к реформированию партии «Батькивщина».

## Парламентские выборы на Украине 2014 года
30 августа 2014 года партия Тимошенко ВО «Батькивщина» инициирует референдум о вступлении Украины в НАТО в день выборов 26 октября. 15 сентября 2014 года Центральная избирательная комиссия приняла постановление об отказе в регистрации инициативной группы по проведению всеукраинского референдума о вступлении Украины в НАТО, организатором которого выступила партия ВО «Батькивщина».
Несмотря на решение ЦИК, ВО «Батькивщина» начинает сбор подписей граждан относительно проведения всеукраинского референдума о вступлении Украины в НАТО. Юлия Тимошенко отметила, что в соответствии со статьями Конституции, для проведения всеукраинского референдума нужно собрать 3 млн подписей граждан.
В первую пятёрку предвыборного списка ВО «Батькивщины» вошли: Надежда Савченко (украинский офицер), Юлия Тимошенко, Игорь Луценко (гражданский активист), Сергей Соболев (председатель фракции Всеукраинское объединение «Батьківщина» в парламенте), Алёна Шкрум (общественный деятель).
На парламентских выборах 2014 года Юлия Тимошенко избрана народным депутатом Украины по списку партии Батькивщины.

### Парламентская деятельность (2014—2019)
11 декабря 2014 Верховная рада Украины поддержала инициативу Юлии Тимошенко об освобождении Надежды Савченко.
5 марта 2015 Парламент поддержал законопроект о поддержке волонтёрского движения на Украине.
21 апреля 2015 Юлия Тимошенко инициировала создание рабочей группы по проверке обоснованности тарифов на коммунальные услуги.
В 2015 году произошло сближение «Батькивщины» Тимошенко и ультраправой партии «Свобода»: политические силы подписали соглашение, предусматривающее самое широкое сотрудничество, взаимную поддержку на местных выборах и консолидацию в местных советах.
23 мая 2016 года по инициативе Юлии Тимошенко ВО «Батькивщина» запустила сайт «Справедливые тарифы», материалы которого разъясняют необходимость установления адекватных тарифов на газ для населения.
Выступает за продление моратория на продажу земли и поддержку фермеров.
Эффективным путём решения вопроса войны в Донбассе считает переговоры в формате Будапештского меморандума.
1 ноября 2018 года были введены российские санкции против 322 граждан Украины, включая Юлию Тимошенко.

## Президентские выборы 2019 года

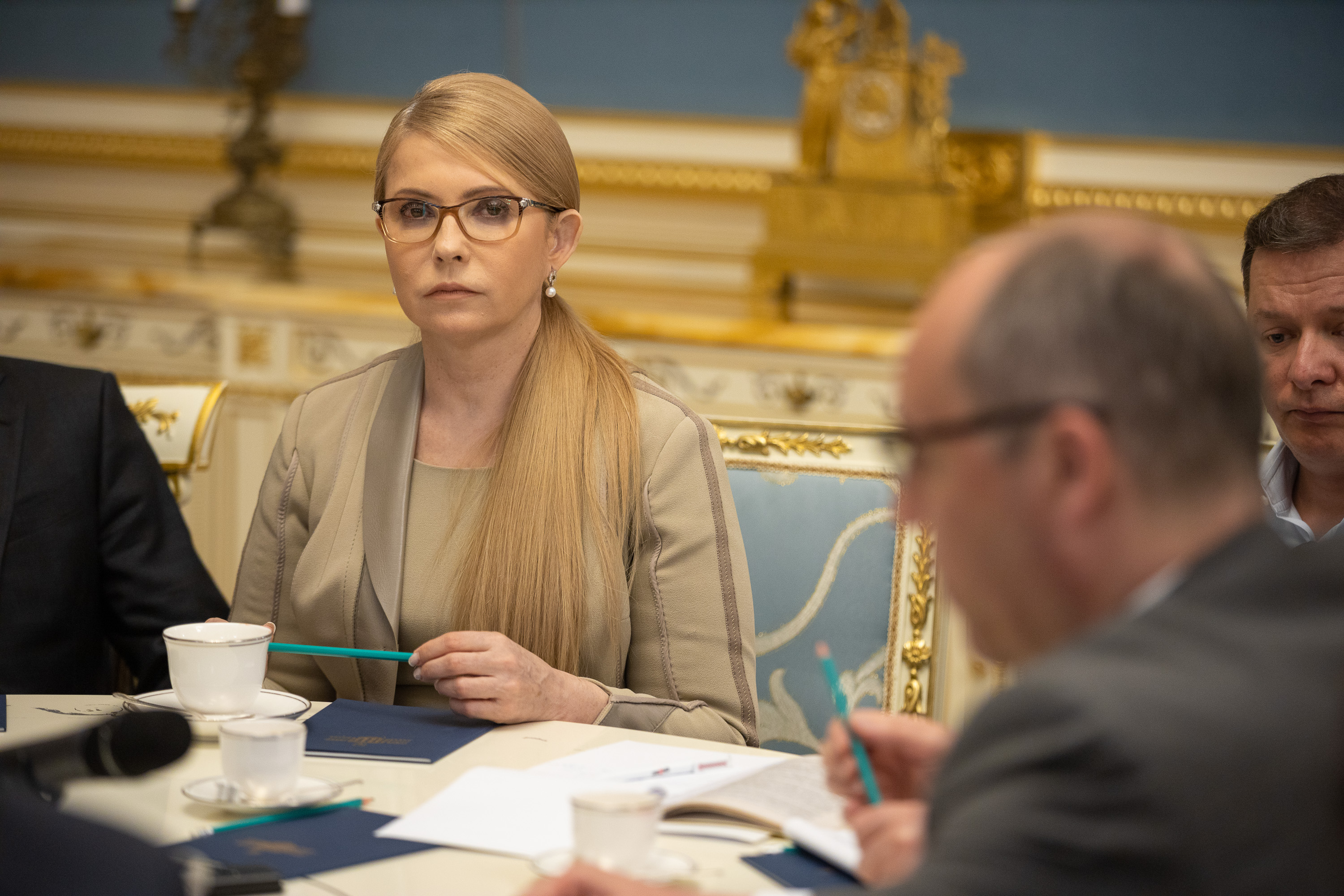
Юлия Тимошенко на встрече нового Президента Украины с главами фракций 21 мая 2019

В 2018 Тимошенко представила Новый курс Украины — предвыборную программу на пост Президента Украины.
22 января 2019 съезд политической партии «Батькивщина» выдвинул своего лидера Юлию Тимошенко кандидатом на пост Президента Украины на выборах 31 марта 2019 года.
23 января 2019 Тимошенко подала в Центральную избирательную комиссию документы на регистрацию. 25 января ЦИК зарегистрировала её кандидатом на пост Президента Украины.
5 февраля 2019 Юлия Тимошенко начала предвыборный тур по Украине митингом в Днепре.
Во время тура она посетила практически все области Украины. Завершился тур акцией единения «Украина выбирает изменения», которая одновременно проходила на Михайловской площади в Киеве, на Соборной площади в Мариуполе и на площади перед университетом им. Ивана Франка во Львове.
8 февраля 2019 у Тимошенко появился «двойник» на выборах. В января 2019 года о своем намерении баллотироваться кандидатом в президенты заявил внефракционный народный депутат Юрий Тимошенко. Сама Тимошенко назвала это грязными технологиями на выборах.
16 марта 2019 кандидат на пост Президента Украины от партии «Основа» Сергей Тарута принял решение поддержать на выборах Юлию Тимошенко. Политики подписали в Киеве Меморандум о взаимодействии.
В поддержку выдвижения Юлии Тимошенко на пост Президента Украины публично высказались волонтер и общественный активист Геннадий Друзенко, ветеран АТО, защитник Донецкого аэропорта Николай Тихонов, первый президент Украины Леонид Кравчук и другие. Также в её поддержку выступали Федерация профсоюзов Украины, Всеукраинское общественное движение «Сила права» и другие организации.
В течение длительного периода до начала предвыборной кампании Тимошенко была лидером социологических опросов. Ситуация изменилась после новогоднего заявления Владимира Зеленского о намерении баллотироваться в президенты, после чего именно Зеленский начал набирать рейтинг, обойдя Тимошенко уже в конце января 2019. В дальнейшем в течение всей предвыборной кампании Тимошенко делила 2-3 позиции рейтинга вместе с действующим президентом Петром Порошенко.
В первом туре выборов президента Украины, которые состоялись 31 марта 2019 года, Тимошенко заняла 3-е место и не прошла во второй тур. За неё проголосовали 13,4 % граждан (2 532 452 голосов). Тимошенко заняла первое место в Ивано-Франковской области (22.51 % или 650 861 голос «за») и второе место в 11 областях.
Тимошенко заявила, что результаты голосования были сфальсифицированы в пользу Петра Порошенко, и она не будет проводить акции протестов. Тимошенко не поддержала во втором туре ни Порошенко, ни Зеленского. По мнению Тимошенко, ни один из кандидатов, прошедших во второй тур президентских выборов не способен решить проблемы, с которыми сегодня сталкивается Украина.

## Местные выборы 2020
По результатам ЦИК партия Тимошенко ВО «Батькивщина», которая получила 4093 депутатских мандата (12,39 %), стала одной из партии — лидеров на местных выборах на Украине.

## Парламентская и политическая деятельность с 2019 года
В первый день работы Верховной Рады 9-го созыва фракция «Батькивщина» поддержала законопроект о снятии депутатской неприкосновенности.
3 сентября 2019 года фракция «Батькивщина» поддержала направление в Конституционный суд Украины президентского законопроекта об уменьшении количества депутатов.
В ноябре 2019 после принятия Верховной Радой законопроекта о снятии моратория на продажу земли Юлия Тимошенко заявила о переходе в оппозицию к правящей партии Слуга народа.
В декабря 2019 года Тимошенко объединила более 40 политических и общественных организаций, которые выступают против продажи земли, в Национальный штаб защиты родной земли. 15 декабря 2019 Национальный штаб утвердил требования к президенту Зеленскому, в которых говорится о необходимости отложить принятие «земельных законов», продлить мораторий и объявить референдум, дав народу возможность самостоятельно решить, продавать сельскохозяйственную землю или нет.
В ноябре 2020 партия Тимошенко поддержала всеукраинскую акцию «Save ФОП», зарегистрировав законопроект № 3853-2 об упрощении системы налогообложения для малого бизнеса. Тимошенко заключила с общественным движением «SaveФОП» меморандум о взаимодействии и сотрудничестве.
4 мая 2020 года в Конституционный суд Украины поступило конституционное представление 48 народных депутатов Украины, относительно конституционности закона Украины об обороте земель сельскохозяйственного назначения, принятого 31 марта 2020 года. Авторы конституционного представления — народные депутаты от партии «Батькивщина» Юлия Тимошенко и Сергей Власенко. Познее производство было объединено с аналогичным представлением 53 депутатов от партии «Оппозиционная платформа — За жизнь» (ОПЗЖ).
11 января 2021 Тимошенко призвала власть обеспечить украинский газом по цене не выше, чем закупочная. По мнению Тимошенко, цена на газ не должна быть выше трёх гривен, в связи с этим, «Батькивщина» зарегистрировала законопроект № 1177.
27 января 2021 Тимошенко заявила о намерении провести референдума по пяти вопросам: поставка населению украинского газа и атомной электроэнергии с 30 % рентабельностью; о продаже сельскохозяйственных земель; о продаже стратегической собственности; вопрос о легализации каннабиса; об игорном бизнесе.
29 января 2021 Тимошенко зарегистрировала законопроект № 4680 «О внесении изменений в Закон Украины „О рынке природного газа“ (по направлению природного газа накопленного в неотапливаемый период и отечественной добычи на нужды населения)». По словам Тимошенко, законопроект позволит украинским семьям получить украинский газ по справедливым ценам, а «ловких дельцов» лишит возможности «наживаться на бюджете».
1 марта 2021 партия «Батькивщина» в Верховной раде потребовала внести на рассмотрение парламента проект закона о запрете импорта электроэнергии из России и Белоруссии. По мнению Тимошенко, импорт белорусской и российской электроэнергии угрожает национальной безопасности страны.
В июне 2021 Тимошенко принимает участие во Всеукраинских народных вече о проведении референдума против продажи земли сельскохозяйственного назначения.
В сентябре 2021 Тимошенко призвала ВР принять её январский законопроект № 4680, который предусматривает поставку гражданам Украины газа отечественной добычи по низкой цене.
28 сентября 2021 года Тимошенко в Верховной раде зарегистрировала Проект постановления «О создании временной следственной комиссии по исследованию деятельности НАК „Нафтогаз Украины“ и расследования критической ситуации в сфере тарифообразования, которая сложилась в результате действий должностных лиц этой компании», регистрационный № 6108.
23 октября 2021 года Тимошенко зарегистрировала в Верховной раде проект постановления № 6216 «О неотложных мерах по преодолению кризисной ситуации уровня чрезвычайной, которая сложилась в результате роста цен на энергоносители» и проект закона № 6217 «О внесении изменений в Налоговый кодекс Украины о введении пониженного размера ставки налога на добавленную стоимость на энергоносители и связанные с ними услуги».
26 октября 2021 года Тимошенко передала Александровской клинической больнице г. Киева медицинское оборудование для пациентов с коронавирусом.
1 ноября 2021 года Тимошенко зарегистрировала в Верховной раде проект закона № 6237 «О внесении изменений в Закон Украины „Об общеобязательном государственном пенсионном страховании“ о повышении размеров пенсий».
22 ноября 2021 года Тимошенко предложила Кабинету Министров ввести энергетическое чрезвычайное положение, как предусмотрено законом о рынке газа. Также, по мнению Тимошенко, нужно создать специальную правительственную комиссию по решению вопросов энергетического кризиса и внести изменения в бюджет.
24 января 2022 года Тимошенко предложила создать на Украине Правительство национального единства для преодоления экономического кризиса в стране.
27 января 2022 года Верховная рада приняла постановление, инициированное Тимошенко, о создании Временной следственной комиссии для проверки фактов возможных коррупционных действий, повлекших значительные потери доходной части госбюджета, в частности в результате деятельности НАК «Нафтогаз Украины». Тимошенко вошла в состав этой ВСК.

### Вторжение России на Украину

#### 2022
15 февраля 2022 года Юлия Тимошенко призвала Верховную раду Украины отказаться от Минских соглашений и инициировать новый формат мирных переговоров по Донбассу.
31 мая 2022 года Юлия Тимошенко выступила на Конгрессе Европейской народной партии в Роттердаме и призвала всячески содействовать предоставлению Украине членства в ЕС и НАТО. Также во время визита Тимошенко обсудила с Еврокомиссаром по вопросам здравоохранения и безопасности продуктов питания Стеллой Кириакидис гуманитарную ситуацию в Украине и вопрос мировой продовольственной безопасности. Кроме того, Тимошенко обсудила ситуацию в Украине с Еврокомиссаром по бюджету Йоханнесом Ханом, с Президентом ЕНП Дональдом Туском и с Президентом Европейского парламента Робертой Метсолой.
20 июня 2022 года «Батькивщина» во главе с Юлией Тимошенко стала единственной фракцией в Верховной Раде Украины, которая в полном составе не поддержала ратификацию Стамбульской конвенции (соглашения Совета Европы против насилия в отношении женщин и насилия в семье). Тимошенко заявила, что Стамбульская конвенция не входит в пакет требований Европейского союза для предоставления Украине кандидатства, что решение о присоединении к конвенции надо вынести на всенародный референдум. 21 июня Тимошенко заявила о намерении обжаловать ратификацию Стамбульской конвенции в Конституционном cуде, однако обжалование так и не было сделано.
7 августа 2022 года британский журнал The Economist опубликовал статью Тимошенко, в которой она призывает мир заключить новые соглашения в области безопасности, которые обеспечат нерушимость национальных границ.
2 сентября 2022 года была введена стипендия имени Юлии Тимошенко для талантливых украинских студенток в школу бизнеса и экономики Nova в Португалии.

#### 2023
21 сентября 2023 года в Верховной Раде Украины Юлия Тимошенко избрана председателем Временно следственной комиссии по лечению и реабилитации военных. В рамках возглавляемой ВСК Тимошенко с гуманитарными миссиями посещает больницы Донецкой, Харьковской, Днепропетровской, Запорожской, Одесской, Винницкой областей.
В 2023 году Тимошенко участвовала в международных конференциях: в Париже, в Гданьске, в Страсбурге, в Афинах.

#### 2024
6 марта 2024 года Тимошенко приняла участие в Конгрессе Европейской народной партии в Бухаресте.

#### 2025
29 апреля 2025 года Тимошенко приняла участие в Конгрессе Европейской народной партии в Валенсии.

## Награды и звания
- Орден Святой Великомученицы Варвары от Украинской православной церкви (Московского Патриархата) (1998)[693].
- В июле 2005 года авторитетный американский журнал Форбс, составляя рейтинг 100 самых влиятельных женщин мира, называет украинского премьера Юлию Тимошенко третьей по влиятельности женщиной планеты[3].
- «Человек года Центрально-Восточной Европы» по версии 15-го Международного Экономического форума в Кринице Гурской (2005)[139].
- Награда от форума в Монако с формулировкой «За выдающиеся лидерские качества, экономические достижения во время управления Кабинетом министров и антикоррупционную политику, а также за борьбу с угрозами демократии, которые появляются в современном мире» (2005)[139].
- В марте 2007 года французский журнал «Международная политика» вручил Тимошенко отличие «За политическое мужество». Это первая награда, которую получил представитель Украины за 25 лет существования проекта. Предыдущая такая награда была вручена в 2004 Папе Римскому Иоанну Павлу II[694].
- Нагрудный знак «Шахтёрская слава» III степени (2008)[695].
- В марте 2007 года Ю. Тимошенко получила награду влиятельной неправительственной организации США Conservative Political Action Conference «за вклад в развитие демократии»[696].
- Знак «Почётный энергетик Украины» с формулировкой «За значительный вклад в обеспечение стабильного функционирование и развитие топливно-энергетического комплекса Украины» (2008)[697].
- Нагрудный знак «Шахтёрская слава» II степени (2009)[698].
- Орден Великой сентябрьской революции (2009, Ливия)[699].
- Орден Святогробского Братства от Иерусалимской православной церкви (2009)[700].
- Орден Святого Андрея Первозванного II степени от Украинской православной церкви Киевского патриархата (2010)[701].
- Награда Славусткого городского совета «За заслуги перед славутчанами» (2011)[702].
- «Личность года» по версии журнала «Корреспондент» (2011)[703].
- Международная премия Бонифация VIII (2012)[704].
- В июле 2013 года политическая партия Испании Унио Демократика де Каталуния (Unio Democratica de Catalunya) наградила Тимошенко медалью Мануэля Карраско Формигуера за её вклад в защиту демократии и свободы и борьбу за восстановление верховенства права на Украине[705].
- 18 октября 2014 года в городе Хмельницкий, Украина журналисты вручили Тимошенко премию имени Якова Гальчевского «За весомый вклад в развитие демократии и подвижничество в создании государства в Украине». Этой премией лидер «Батькивщины» была награждена ещё в 2011 году[706].
- В марте 2023 Юлия Тимошенко получила награду Буша-Тетчер за Свободу и Демократию[707].

## В массовой культуре
Прозвища Юлии Тимошенко:
- «Газовая принцесса» (прозвище середины 1990-х годов);
- «Железная леди» и «Леди Ю» (прозвища популярны в начале 2000-х годов, когда Тимошенко заняла пост вице-премьер министра);
- Прозвища в прессе Европы и США времён Оранжевой революции: «Икона Оранжевой революции», «Славянская мадонна», «Дама с косой»;
- «Единственный мужчина в украинской политике» (прозвище появилось весной 2005 года, когда Тимошенко была противопоставлена и Януковичу, и Ющенко). В частности, Леонид Кучма говорил о Тимошенко: «единственный мужчина в украинской политике»[708].

Юлия Тимошенко является главной героиней рассказа Андрея Лазарчука «Черевычки» и спецпроекта Олеся Бузины «Виктор Андреевич и его команда».
Персонаж манги Mudazumo Naki Kaikaku и аниме-адаптации по ней.

### Документальные фильмы о Тимошенко
- 2009 — «Юлия» — американская киностудия «Coppola Productions»[710].
- 2011 — документальный фильм (25 минут), который был показан делегатам Парламентской ассамблеи НАТО 8 октября 2011 г.[711].

### Книги
- 2006 — Оранжевая принцесса. Загадка Юлии Тимошенко — Дмитрий Попов, Илья Мильштейн, ISBN 5-98695-017-8
- 2007 — «Юля, Юлечка» — Антонина Николаевна Ульяхина (Днепропетровск)
- 2007 — «Юля, Юлия Владимировна» — Антонина Николаевна Ульяхина (Днепропетровск)

### Пародии
- Елена Кравец (Вечерний квартал, Вечерний Киев)
- Ирина Сопонару[укр.] (Лига смеха, Вечерний квартал)
- Инна Приходько[укр.], КВН, Comedy Club[712].

#### Мультфильмы
- «Сказочная Русь» — Юлия Прехитрая (канцлер при царе Викторе Первом); озвучила Елена Кравец
- «Мультличности» — озвучила Василиса Воронина[713]

#### Сериалы
- 2009 — «Неприкосновенные» — Джулия Владимировна (Инна Приходько)
- 2015—2019 — «Слуга народа» — Жанна Юрьевна Борисенко (Жанна Богдевич)
- 2024 — «Переведи её через Майдан» — Юлия Тимошенко (Ольга Зайцева)

### Песни
- XS — «Юля» (2006)[714]
- Потап и Настя Каменских, группа Queen$ — «Украина-Юля» (2009)[715][716]
- MONROTE— «ЗУБАЖИННЯ» (2023)[717]
- MONROTE — «МАМА АТАМНЕ» (2024)[718]
- TYMASHENKA —  альбом «ЖИНКА» (2024)[719]
- TYMASHENKA —  альбом «SLUT POP ТУРЦИЯ» (2025)[720]